# Т-62
Т-62 (Индекс ГБТУ — Объект 166) — советский средний и основной танк первого послевоенного поколения.
Принят на вооружение Советской Армии ВС СССР в 1961 году. Создан на базе танка Т-55. Производился в СССР с 1962 года по 1975 год. Первый в мире серийный танк с гладкоствольным орудием, и массой среднего танка при высоком уровне бронирования.

## История создания
Основным средним танком на вооружении СССР на протяжении 1950-х годов оставался Т-54/55. Несмотря на постоянное совершенствование танка, в том числе и повышение огневой мощи, вооружение его, состоявшее из 100-мм нарезной пушки Д-10Т, оставалось прежним. Д-10Т, к которой до 1961 года имелись лишь калиберные бронебойные снаряды, к середине 1950-х годов уже не обеспечивала эффективного поражения нового американского среднего танка M48, в то время как западные танки к тому времени имели в своём боекомплекте подкалиберные снаряды с отделяющимся поддоном и невращающиеся кумулятивные снаряды, пробивавшие броню советского танка на нормальных дистанциях боя.
К созданию Т-62 привели два направления работ советского танкостроения 1950-х годов — по разработке нового вооружения для средних танков и инициативные разработки КБ Уралвагонзавода по созданию перспективного среднего танка для замены Т-54/55. В 1958 году работы по перспективному танку «Объект 140» были прекращены в КБ Уралвагонзавода по инициативе его главного конструктора завода Л. Н. Карцева, который счёл новый танк слишком нетехнологичным и сложным в эксплуатации. В предвидении такого исхода, параллельно с этим велась и разработка танка «Объект 165», представлявшего собой гибрид из корпуса и башни «Объекта 140», боевого отделения «Объекта 150» и моторно-трансмиссионного отделения и ходовой части Т-55. Заводские испытания танка были завершены в 1958 году и по их итогам 31 декабря того же года Министерство обороны СССР утвердило создание в 1959 году второго варианта «Объекта 165», более приближённого по конструкции к серийному Т-55.
Основным вооружением «Объекта 165», как и других разрабатывавшихся в 1950-х годах перспективных средних танков, должна была стать новая нарезная 100-мм пушка Д-54 (У-8ТС), разработанная в 1952—1953 годах. По сравнению с Д-10, Д-54 имела увеличенную с 895 до 1015 м/с начальную скорость калиберного бронебойного снаряда и приблизительно на 25 % большую бронепробиваемость. Однако это считалось недостаточным для эффективной борьбы с западными танками, а более современные типы снарядов к Д-54 разработаны ещё не были. Кроме этого, серьёзные возражения стороны военных вызывало наличие на Д-54 дульного тормоза, при стрельбе вызывающего образование снежного, песчаного или пылевого облака, демаскирующего танк, и мешающего наблюдению за результатами стрельбы. Кроме этого, возникали опасения о влиянии дульной волны на пехоту сопровождения и особенно танковый десант. «Объект 165» был принят на вооружение под обозначением Т-62А 12 августа 1961 года, но в марте 1962 года все работы по нему были прекращены.
Разработка танка Т-62 под заводским индексом «Объект 166» начата конструкторским бюро Уралвагонзавода под руководством Л. Н. Карцева в 1958 году на базе «Объекта 165». Опытный образец был изготовлен в 1959 году, в 1960—1961 годах проводились его опытные испытания. Танк Т-62 представлял собой дальнейшее развитие танка Т-55, он имел такую же компоновку, и в нём использовались те же узлы и агрегаты, что и на танке Т-55. 12 августа 1961 года танк был принят на вооружение. Серийное производство Т-62 велось в СССР с 1962 по 1973 год с выпуском около 20000 единиц. Танк поставлялся за рубеж с начала 1970-х годов.

## Описание конструкции
Т-62 имеет классическую компоновку, с размещением моторно-трансмиссионного отделения в кормовой, отделения управления — в лобовой, а боевого отделения — в средней части машины. Экипаж танка состоит из четырёх человек: механика-водителя, командира, наводчика и заряжающего.

### Броневой корпус и башня
Т-62 имеет дифференцированное противоснарядное бронирование. Броневой корпус Т-62 представляет собой жёсткую коробчатую сварную конструкцию, собирающуюся из листов катаной броневой стали толщиной 16, 30, 45, 80 и 100 мм. Лобовая часть корпуса образована двумя сходящимися клином 100-мм бронеплитами: верхней, расположенной под наклоном в 60° к вертикали и нижней, имеющей наклон в 55°. Борта корпуса состоят из цельных вертикальных 80-мм листов, а корма состоит из вертикального верхнего листа толщиной 45 мм и 16-мм нижнего, имеющего наклон в 70°. Крыша корпуса в районе подбашенной коробки имеет толщину 30 мм, а над моторно-трансмиссионным отделением — 16 мм. Днище корпуса состоит из четырёх штампованных 20-мм листов и имеет в поперечном сечении корытообразную форму. Лобовые и бортовые листы корпуса выполнены из хромо-никель-молибденовой стали 42СМ, корма и крыша корпуса — из стали 49С, а днище — из хромо-молибденовой стали 43ПСМ.

### Защитные системы
На Т-62 установлена система противоатомной защиты, обеспечивающая защиту экипажа танка от избыточного давления, создаваемого ударной волной ядерного взрыва, и от проникновения радиоактивной пыли внутрь танка. Защита экипажа от ударной волны взрыва и частичная защита от проникающей радиации обеспечивалась бронёй танка. Защита от избыточного давления осуществлялась путём максимальной герметизации корпуса и башни посредством постоянных уплотнений и автоматически закрывающихся лючков, воздухозаборников и жалюзи, что снижает давление в танке приблизительно в 10 раз по сравнению с фронтом ударной волны и растягивает по времени повышение давления внутри машины. Защита экипажа от радиоактивных частиц производится путём создания внутри танка повышенного давления при помощи нагнетателя-сепаратора, фильтрующего поступающий снаружи воздух. Противоатомная защита активируется либо автоматически посредством прибора РБЗ-1М, реагировавшего на выброс гамма-излучения при ядерном взрыве, либо вручную по показаниям прибора ДП-3Б, регистрировавшего ионизирующее излучение при движении по радиоактивно заражённой местности.

### Вооружение
Пушечное вооружение Т-62 составляет 115-мм гладкоствольная полуавтоматическая пушка У-5ТС (2А20). Ствол орудия — скреплённый кожухом, длиной 52,6 калибра / 6050 мм и снабжённый эжектором. Пушка имеет горизонтальный клиновой затвор, с полуавтоматикой пружинного типа и электрический и резервный ручной механизмы спуска. Противооткатные устройства состоят из гидравлического откатника и гидропневматического накатника, расположенных над стволом орудия; нормальная длина отката составляет 350—415 мм, предельная — 430 мм. Максимальное давление в канале ствола составляет 3730 кг/см², а максимальная дульная энергия при стрельбе подкалиберным снарядом — 6,96 МДж / 709 тс·м. Пушка снабжена устройством для выброса стреляных гильз с пружинно-торсионной механикой, после выстрела автоматически выбрасывающей гильзу через люк в верхней кормовой части башни.

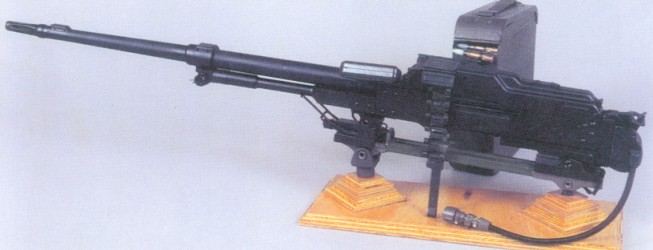
Пулемёт ПКТ

В спаренной установке с пушкой размещается 7,62-мм пулемёт. На танках ранних выпусков устанавливался пулемёт СГМТ, с августа 1964 года сменённый более совершенным ПКТ. Оба пулемёта имеют одинаковые боеприпасы и баллистику, поэтому замена не потребовала изменения прицела. При этом ПКТ имеет меньшую массу и более компактен, а также имеет более высокий темп стрельбы — 700—800 выстрелов в минуту против 600 у СГМБ, хотя боевая скорострельность обоих пулемётов примерно одинакова — 250 выстрелов в минуту. Боекомплект спаренного пулемёта составляет 2500 патронов в 10 магазин-коробках с лентами на 250 патронов. Для стрельбы из спаренного пулемёта могут применяться патроны с обыкновенной лёгкой обр. 1908 г, тяжёлой обр. 1930 г, со стальным сердечником, трассирующей и бронебойно-зажигательной пулями. Последняя на дистанции 500 метров пробивает по нормали 6-мм броню, но основным назначением спаренного пулемёта всё же остаётся борьба с живой силой и небронированными огневыми средствами противника.
Сравнение люков заряжающих на разных башнях

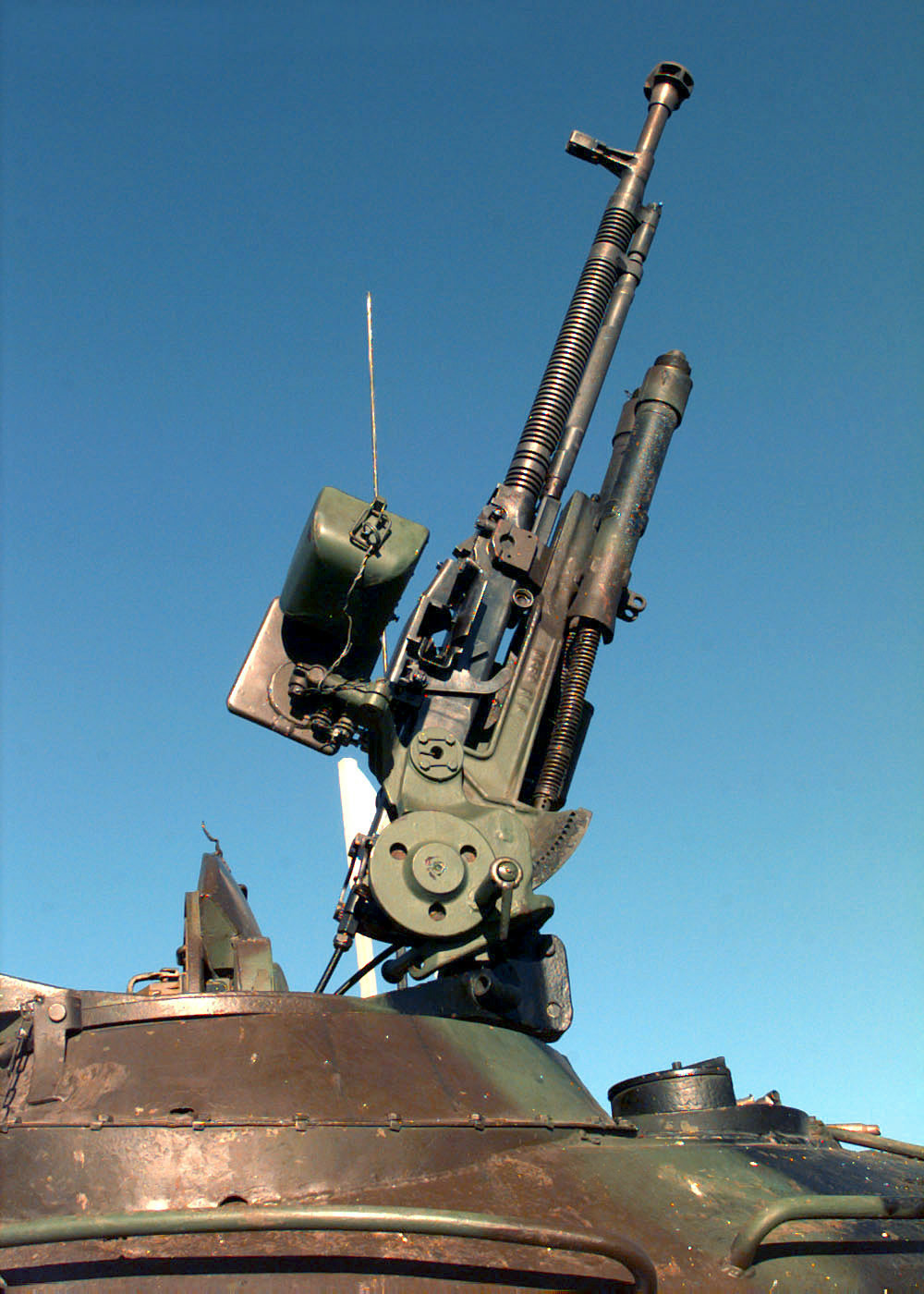
Зенитная установка с пулемётом ДШКМ на максимальном углу возвышения

Ко времени принятия на вооружение Т-62, зенитные пулемёты на советских средних танках были упразднены в связи с их неэффективностью против новых реактивных самолётов. Но в связи с появлением к 1960-м гг. новой угрозы в лице вертолётов, вооружённых ПТУР, с 1969 или 1972 года на танки вновь начала устанавливаться зенитная пулемётная установка. Для этого башня была модифицирована с заменой компактного наклонённого люка заряжающего на более просторный горизонтальный (для чего был сделан прилив) с турелью и оптическим коллиматорным прицелом К-10Т. В качестве зенитного на Т-62 используется 12,7-мм пулемёт ДШКМ обр. 1938/46 гг. с темпом стрельбы 600 выстрелов в минуту, хотя боевая скорострельность из-за необходимости менять ленты ограничена 125 в./мин. Прицельная дальность стрельбы ДШКМ достигает 2 200 метров. Боекомплект пулемёта составляет 300 патронов в 6 магазин-коробках с лентами на 50 патронов. На некоторых модернизированных танках пулемёт заменялся на НСВТ.
Для стрельбы из ДШКМ и НСВТ могут применяться патроны с бронебойной пулей Б-30, бронебойно-зажигательными Б-32 и БС-41 и бронебойно-зажигательно трассирующей БЗТ. Зенитный пулемёт, помимо своего прямого назначения, зачастую применяется в борьбе с живой силой и небронированной техникой противника, а его бронепробиваемость, для пули Б-32 составляющая 14 мм по нормали на дистанции 500 метров, позволяет использовать его и для поражения легкобронированных целей.
Для самообороны экипажа танк комплектуется автоматом АК или АКМ со 120 патронами к нему в 4 коробчатых магазинах, 10 ручными гранатами Ф-1.

### Боеприпасы и баллистика

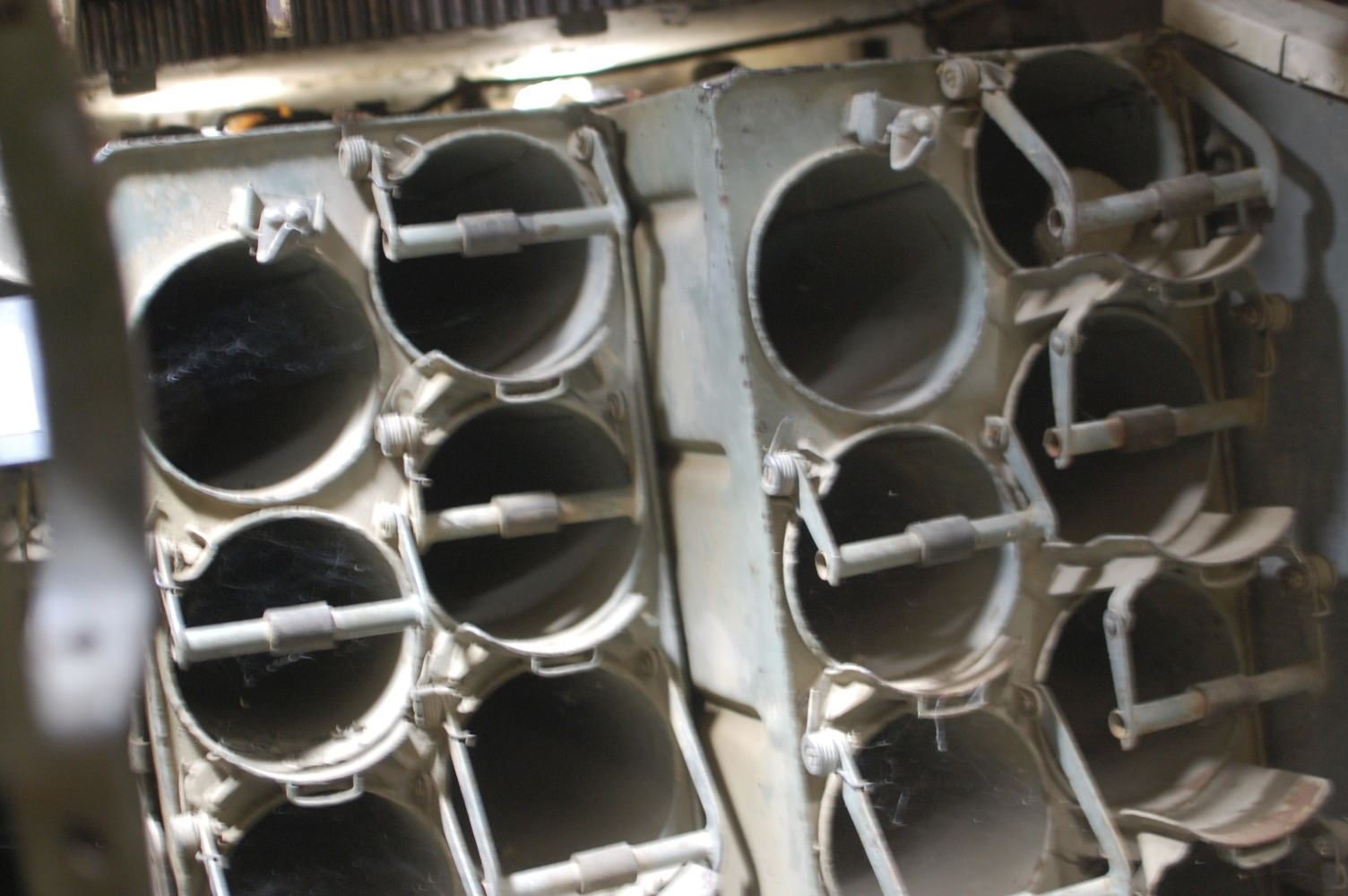
Баки-стеллажи заброшенного Т-62 в Афганистане

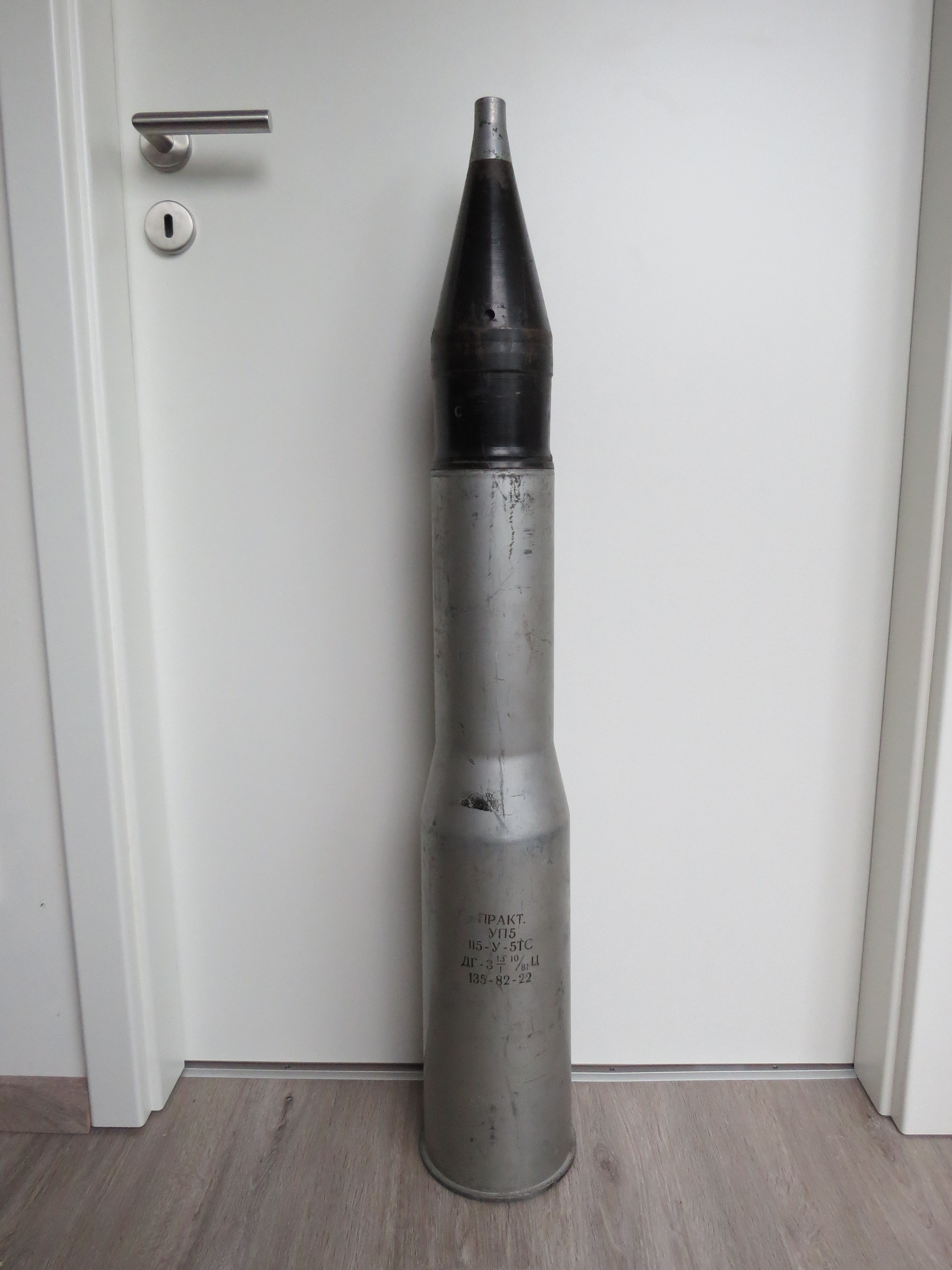
3ОФ11

Боекомплект У-5ТС составляет 40 унитарных выстрелов с подкалиберными бронебойными, кумулятивными и осколочно-фугасными снарядами. Из них 20 размещаются в стеллажной укладке у перегородки моторно-трансмиссионного отделения, по 8 — в двух баках-стеллажах в правой части отделения управления, по одному — в хомутиковых укладках в нижней части бортов боевого отделения и ещё два — в быстродоступной для заряжающего хомутиковой укладке на правом борту башни. Штатный боекомплект предусматривал размещение 16 подкалиберных бронебойных, 8 кумулятивных и 16 осколочно-фугасных выстрелов, но в зависимости от выполняемой задачи, в боеукладках могли размещаться любые типы 115-мм выстрелов, за исключением укладки на борту башни, рассчитанной только на подкалиберные снаряды.
Первоначально к У-5ТС имелись две модели оперённых подкалиберных бронебойных снарядов — 3БМ3 и 3БМ4. Оба они имели одинаковую массу, аналогичную баллистику и схожее устройство — стальной корпус с бронебойным и баллистическим наконечниками и шестипёрый стабилизатор со скосами перьев, придававшими снаряду вращение в полёте со скоростью 800—1000 об/мин, но 3БМ4 имел цельностальной корпус, тогда как 3БМ3 имел сердечник из карбида вольфрама, обеспечивавший ему лучшую бронепробиваемость, особенно при близких к нормали углам встречи с бронёй. Появившийся позднее 3БМ6 также имел цельностальной корпус, но отличался от предшественников уменьшенным весом снаряда и большим — заряда, более проработанной формой и лучшей баллистикой. Впоследствии к орудию был принят на вооружение более совершенный снаряд 3БМ21 с сердечником из карбида вольфрама и демпфером-локализатором, а также снаряд 3БМ28 с корпусом-моноблоком из сплава на основе обеднённого урана.
| Таблица ТТХ выстрелов, используемых для стрельбы из пушки 2А20 |                |                         |                    |                                |                              |                        |
| Индекс выстрела                                                | Индекс снаряда | Начальная скорость, м/с | Масса выстрела, кг | Масса снаряда (с поддоном), кг | Масса взрывчатых веществ, кг | Бронепробиваемость, мм |
| Бронебойные подкалиберные снаряды                              |                |                         |                    |                                |                              |                        |
| 3УБМ3                                                          | 3БМ3           | 1650                    | 22                 | 2,8 (4,0)                      | —                            | 300                    |
| 3УБМ4                                                          | 3БМ4           | 1650                    | 22                 | 3,2 (5,5)                      | —                            | 250                    |
| 3УБМ5                                                          | 3БМ6           | 1680                    | 22                 | 3,9 (5,4)                      | —                            | 228                    |
| 3УБМ9                                                          | 3БМ21          | 1600                    | 23,5               | 4,5 (6,1)                      | —                            | 330                    |
| 3УБМ13                                                         | 3БМ28          | 1650                    | 24                 | 4,89 (6,7)                     | —                            | 380                    |
| 3УБМ17                                                         | 3БМ36          |                         |                    |                                | —                            |                        |
| Бронебойные кумулятивные снаряды                               |                |                         |                    |                                |                              |                        |
| 3УБК3                                                          | 3БК4           | 950                     | 26                 | 12,97                          | 1,48                         | 440                    |
| 3УБК3М                                                         | 3БК4М          | 950                     | 26,6               | 12,98                          | 1,48                         | 440                    |
| 3УБК7                                                          | 3БК15          |                         |                    |                                |                              |                        |
| 3УБК7М                                                         | 3БК15М         | 1060                    | 26,3               | 12,2                           |                              |                        |
| Осколочно-фугасные снаряды                                     |                |                         |                    |                                |                              |                        |
| 3УОФ1                                                          | 3ОФ11          | 905                     | 28                 | 14,86                          | 2,64                         | —                      |
| 3УОФ6                                                          | 3ОФ18          | 750                     | 30,8               | 17,86                          | 2,8                          | —                      |
| 3УОФ37                                                         | 3ОФ27          | 800                     | 30,75              | 17,82                          | 3,13                         | —                      |
| Шрапнельные снаряды                                            |                |                         |                    |                                |                              |                        |
| 3УШ2                                                           | 3Ш6            |                         |                    | 17,4                           | 0,08                         | —                      |
| Управляемое вооружение                                         |                |                         |                    |                                |                              |                        |
| 3УБК10-2                                                       | 9М117          | 370                     | 28                 | 18,8                           |                              | 660                    |
| 3УБК10М-2                                                      | 9М117М         |                         | 30,7               |                                |                              | около 600              |
| 3УБК23-2                                                       | 9М117М1        |                         | 28                 |                                |                              | 850                    |

### Система управления огнём
Для наведения спаренной установки на цель при стрельбе прямой наводкой используется телескопический монокулярный шарнирный прицел ТШ2Б-41 или, на машинах поздних выпусков, ТШС-41У. Прицел имеет переменное увеличение 3,5× или 7×, обеспечивая поле зрения, соответственно, 18° или 9°. Сетка прицела рассчитана на ведение огня прямой наводкой подкалиберными снарядами на дистанцию до 4 000 м, кумулятивными снарядами — до 3 000 м и из спаренного пулемёта — до 2 000 м. Дальномера танк не имеет, но прицел снабжён шкалой для определения дальности до цели известной высоты — 2,7 метра («танк»). Для стрельбы ночью и в условиях пониженной освещённости танк оснащается электронно-оптическим инфракрасным монокулярным перископическим прицелом ТПН-1-41-11, имеющим увеличение 5,5× и поле зрения в 6°. Прицел работает за счёт подсветки прожектором Л-2Г с инфракрасным светофильтром, обеспечивая с ним дальность видения ночью в 750—800 метров. Для стрельбы с закрытых позиций Т-62, как и другие советские танки, оборудован боковым уровнем и азимутальным указателем.
Наведение спаренной установки в вертикальной плоскости производится при помощи электрогидравлического, а в горизонтальной — электромеханического приводов. Максимальные углы наведения в вертикальной плоскости составляют от −6° до +16°. Управление наводкой осуществляется при помощи поворота управляющих рукояток на пульте наводчика на тот или иной угол, определяющий скорость наводки, могущую плавно варьироваться от 0,07° до 4,5° в секунду для вертикальной и от 0,07° до 16° для горизонтальной плоскости. Полный оборот башни осуществляется за 22,5 секунды. При отпускании кнопки приводы переводились в режим торможения для предотвращения продолжения движения по инерции. Система управления командира позволяла ему по нажатию кнопки разворачивать башню на курсовой угол поворота командирского перископа. Установка оборудуется двухплоскостным стабилизатором 2Э15 «Метеор», обеспечивавшим точность стабилизации ±1 тыс. в вертикальной плоскости и ±3 в горизонтальной. Стабилизация прицела осуществляется при помощи жёсткой его связи с пушечно-пулемётной установкой. На Т-62 поздних выпусков устанавливался стабилизатор «Метеор М» или «Метеор М1», имевшие аналогичные характеристики, но отличавшиеся исполнением электроники на транзисторах вместо ламповой. Помимо этого, имеется резервный ручной привод наводчика при помощи винтового механизма.

### Средства наблюдения
Командир танка в небоевых условиях ведёт наблюдение за местностью, стоя в открытом люке. В бою командир использует комплекс смотровых приборов, сосредоточенный в поворотной крышке люка, называемой также командирской башенкой. Основным прибором командира на танках ранних выпусков является комбинированный бинокулярный перископический смотровой прибор ТКН-2, с августа 1964 года сменённый более совершенным ТКН-3. Дневная ветвь обоих приборов имела увеличение 5×, обеспечивая поле зрения в 10° по горизонту; прибор позволял осуществлять наблюдение на дальности до 3000 метров и был снабжён координатной сеткой для целеуказания и корректировки огня, а также дальномерной шкалой для определения дальности до цели известной высоты — 2,7 м («танк»). Ночная же ветвь приборов представляла собой электронно-оптический инфракрасный прибор ночного видения, работавший за счёт подсветки цели прожектором ОУ-3 с инфракрасным светофильтром. ТКН-2 имел увеличение 5× и обеспечивал дальность видения до 300—400 м при поле зрения в 9° по горизонтали, ТКН-3 же отличался применением встроенного блока питания, сниженным до 4,2× увеличением ночной ветви и полем зрения 8° по горизонтали. Обзор по горизонтали за счёт поворота только командирской башенки, ограничивался сектором в 281°, обзор кормового сектора был возможен лишь при повороте башни. Кроме того, по периметру башенки расположены четыре дополнительных неподвижных призменных перископических прибора однократного увеличения, обеспечивающие обзор бортовых секторов.

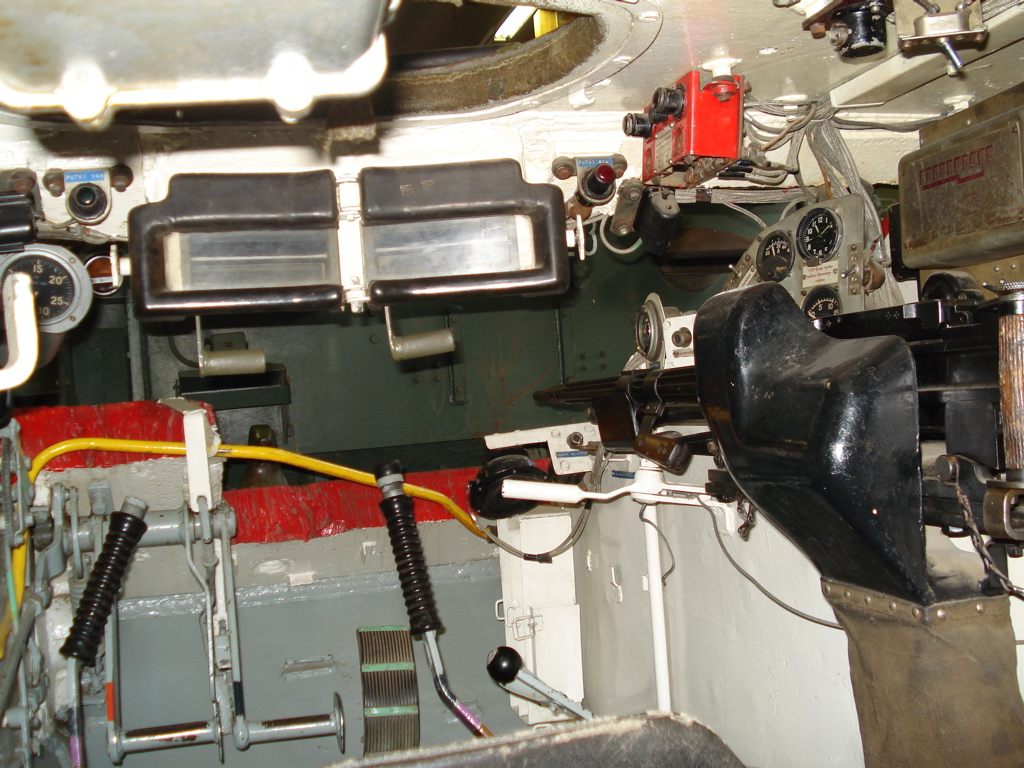
Вид на место механика-водителя

Наводчик, помимо своих двух прицелов, располагает неподвижным призменным перископическим прибором ТНП-165 однократного увеличения, расположенным в крыше башни правее вывода ночного прицела и дающим обзор лобового сектора. Заряжающий для обзора местности располагает призменным перископическим прибором МК-4 однократного увеличения, установленным впереди его люка; приборов ночного видения, в отличие от других членов экипажа, он не имеет. Механик-водитель в небоевых условиях ведёт наблюдение через свой люк, в бою же он располагает для этого двумя неподвижными призменными перископическими приборами однократного увеличения, сектор наблюдения одного из которых расположен по курсу танка, а другого — со смещением вправо. Оба прибора снабжены пневмо-жидкостной системой очистки верхних стёкол. Обзора бортовых секторов механик-водитель в бою не имеет. Для вождения ночью один из смотровых приборов заменяется бинокулярным прибором ТВН-2. Как и остальные приборы ночного видения на танке, ТВН-2 работает за счёт подсветки от прожектора марки ФГ-10 или ФГ-125 с инфракрасным фильтром, обеспечивая механику-водителю дальность видения 50—60 м и поле зрения в 30° при однократном увеличении.
Корпуса дневных смотровых приборов изготовлены литьём из алюминиевого сплава АЛ2 и имеют скалывающие канавки и пазы, которые при поражении не прикрытой бронёй части пулей или крупным осколком вызывают ровный скол всей головки, после которого прибор можно беспрепятственно извлечь из его шахты для замены. В смотровых приборах применено противоатомное стекло марки К-108, с содержанием церия. По сравнению с обычными марками стёкол противоатомное значительно медленнее темнело при воздействии на него гамма-излучения, а также обладало способностью к самовосстановлению прозрачности при нагреве до +200…+250 °C или при освещении солнечным светом в течение нескольких часов.

### Средства связи и навигации
Линейные Т-62 ранних выпусков для внешней связи оборудовались радиостанцией Р-113, а на танках выпуска с 1965 года — Р-123. Радиостанция размещается на левом борту башни, работу с ней осуществляет командир танка. Р-113 имеет рабочий диапазон 20—22,375 МГц, состоящий из 96 фиксированных частот, разнесённых через 25 кГц, и обеспечивает связь с однотипной радиостанцией на дистанции не менее 20 км, при наличии посторонних помех — 8—12 км, при включённом подавителе шумов — до 10 км. Р-123 имеет рабочий диапазон 20—51,5 МГц, состоящий из 1261 фиксированной частоты с шагом 25 кГц и обеспечивает связь с однотипной радиостанцией на расстоянии не менее 20 км в движении, а при включённом подавителе шумов — до 13 км. Обе радиостанции обеспечивали связь только в телефонном режиме, в симплексном или полудуплексном режиме. Штатная работа радиостанции осуществлялась на 4-метровую штыревую антенну, на случай её повреждения Р-113 и Р-123 комплектовались аварийной антенной, представлявшей собой кусок изолированного провода длиной, соответственно, 2,5 или 3 м. Дальность связи с однотипной радиостанцией при работе на аварийную антенну ограничивалась 2,5 км, либо 1 км, если обе радиостанции работали на аварийных антеннах.
Для внутренней связи танк оборудован интегрированным с радиостанцией танковым переговорным устройством (ТПУ) на всех членов экипажа, при радиостанции Р-113 — Р-120, при Р-123 — Р-124. Танковые переговорные устройства снабжались ларингофонами, на Р-120 усилитель речи имелся только на аппарате командира, а на Р-124 — и у остальных членов экипажа. Оба ТПУ обеспечивали также выход на внешнюю связь через радиостанцию для наводчика и командира, а Р-124 также обеспечивала всем членам экипажа связь с командиром танкового десанта при помощи дополнительного прибора. Для вождения в условиях затруднённого ориентирования или низкой видимости, а также при использовании ОПВТ, на танк установлен гироскопический полукомпас, на танках ранних выпусков — ГПК-48, с мая 1966 года сменённый более совершенным ГПК-59.
Т-62К, помимо Р-123, имеют дополнительную радиостанцию Р-112, предназначенную для связи в сетях командования танковых войск. Радиостанция размещается в правой части башни и обслуживается радистом-заряжающим. Р-112 имеет рабочий диапазон 2,8—4,99 МГц, состоящий из 220 фиксированных частот с шагом в 10 кГц. При работе на четырёхметровую штыревую антенну в телефонном режиме, Р-112 обеспечивает связь в телефонном режиме на дистанции не менее 20 км на ходу или до 25 км на стоянке, а при отсутствии посторонних помех — и на 40—50 км. В телеграфном режиме дальность связи достигает 50 км, а при работе на полутелескопическую 10-метровую антенну — 100—110 км, либо до 200 км при отсутствии посторонних помех. Кроме этого, Т-62К оборудован комплексом танковой навигационной аппаратуры ТНА-2, предназначенным для координации действий танковых войск и бензиновым зарядным агрегатом АБ-1-П/30-У мощностью 1 кВт, установленным справа от места механика-водителя.

### Двигатель и трансмиссия

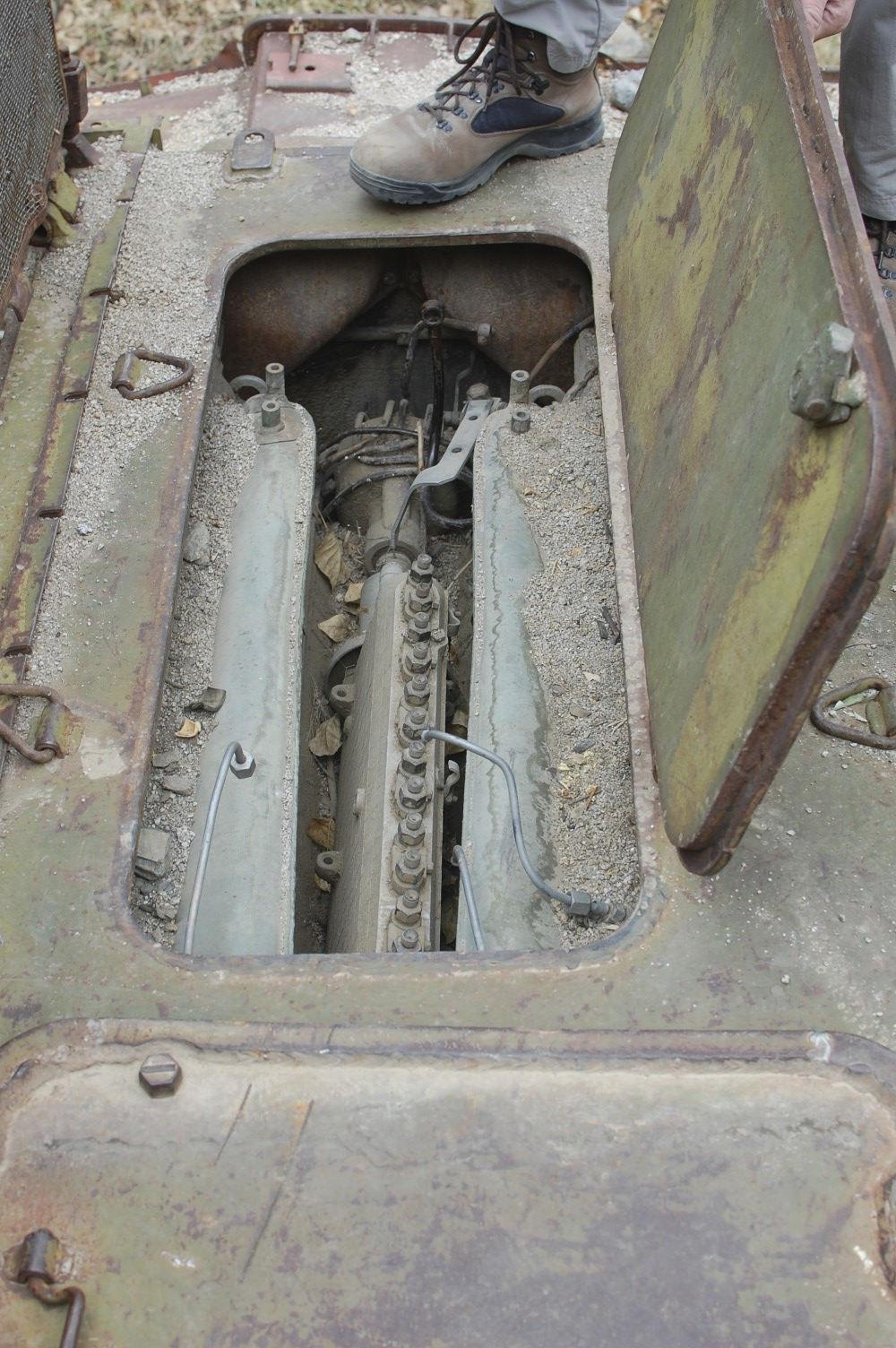
Вид на МТО танка сверху

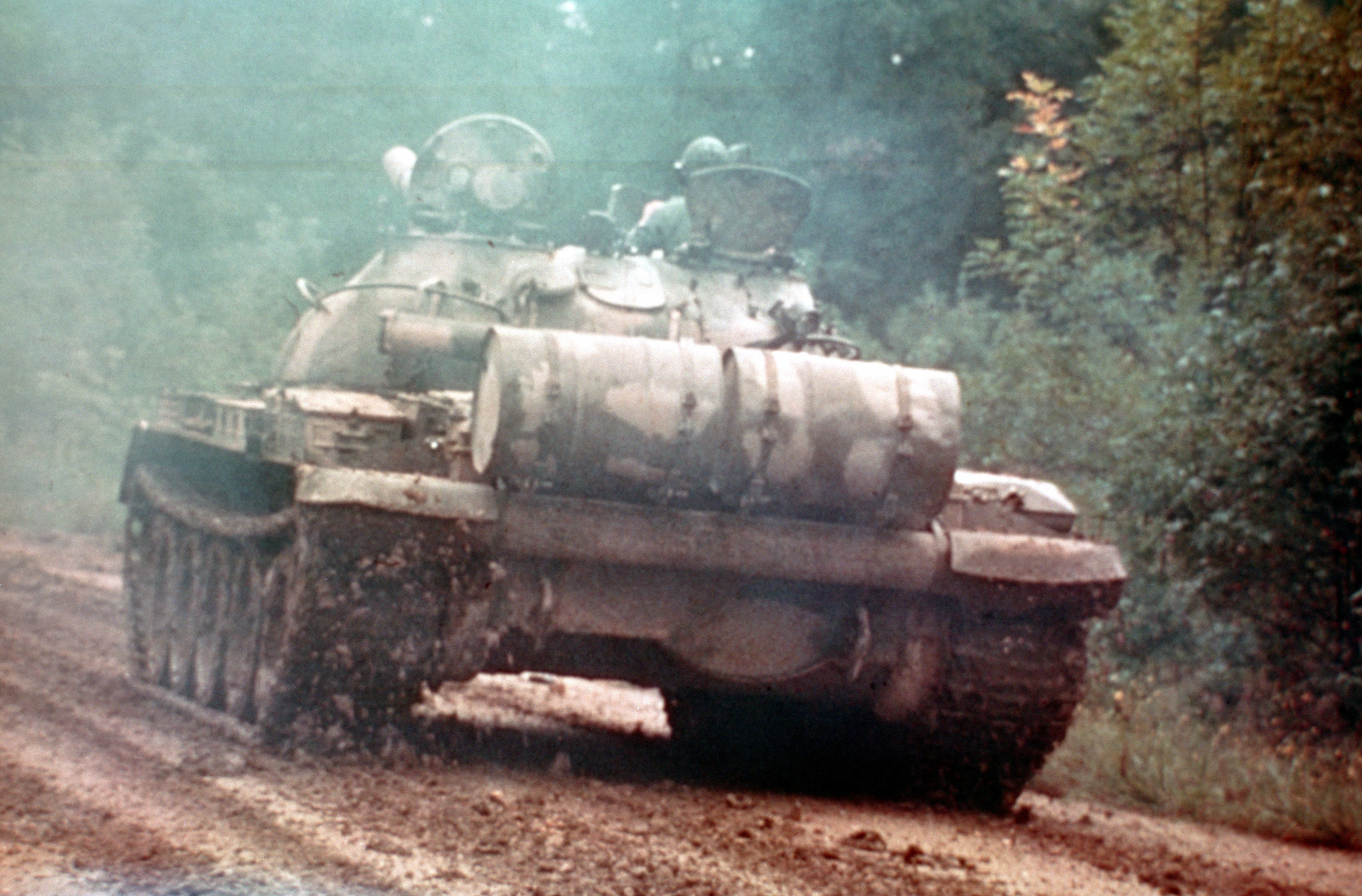
Вид на корму Т-62 с закреплёнными на ней внешними топливными баками

На Т-62 устанавливался V-образный 12-цилиндровый четырёхтактный дизельный двигатель жидкостного охлаждения, модели В-55В. Имея рабочий объём в 38 880 см³, двигатель развивает максимальную мощность в 580 л. с. (427 кВт) при 2000 об/мин и максимальный крутящий момент в 230 кгм (2254 Нм) при 1200—1400 об/мин. Двигатель работает на дизельном топливе марок ДЛ, ДЗ и ДА, удельный расход топлива составляет 174 г/л. с.·ч. Гарантийный срок работы двигателя по состоянию на начало 1960-х годов составлял 350 часов. Двигатель размещается в моторно-трансмиссионном отделении поперечно, на приваренной к днищу корпуса раме и оборудован форсуночным подогревателем. Система охлаждения двигателя включает в себя один радиатор трубчатоленточного типа, размещённый над коробкой передач и одиночный вентилятор, размещённый у кормового листа корпуса. Очистка воздуха в системе воздухозабора двигателя осуществляется при помощи двухступенчатого воздухоочистителя ВТИ-4 с эжекционной системой удаления пыли из пылесборника.
Топливная система танка включает в себя четыре внутренних топливных бака общей ёмкостью 675 литров: носовой бак ёмкостью 280 литров, расположенный в лобовой оконечности корпуса справа, размещённые за ним два бака-стеллажа — левый и правый, ёмкостью, соответственно, 125 и 145 литров, а также средний бак ёмкостью 127 литров, размещающийся по правому борту боевого отделения у перегородки моторно-трансмиссионного отделения. Три наружных топливных бака, ёмкостью 95 литров каждый, располагаются на правой надгусеничной полке. Все топливные баки — сварные, из штампованных стальных листов и покрыты бакелитовым лаком: внутренние — внутри и снаружи, наружные — только изнутри. Помимо этого, на корме танка при помощи специальных кронштейнов могут крепиться две стандартные топливные бочки ёмкостью по 200 литров. К топливной системе они не подключены и топливо из них переливается в баки танка на стоянке при помощи штатных заправочных средств. Установленные бочки не ограничивают подвижность танка и не препятствуют доступу к моторно-трансмиссионному отделению для технического обслуживания, хотя и ограничивают угол склонения пушки по корме до +4°.

### Ходовая часть

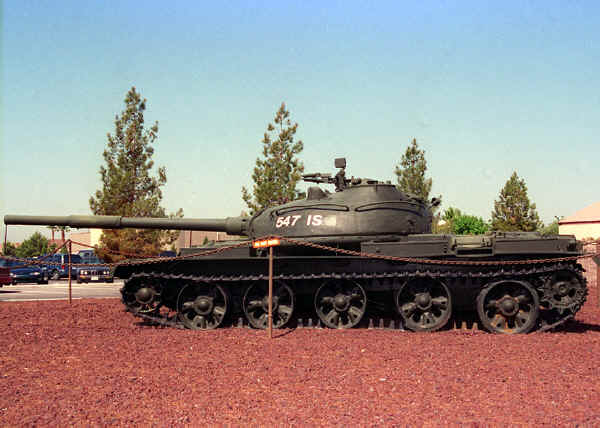
В отличие от Т-55, Т-62 не имел заметного просвета между первым и вторым катком

Ходовая часть Т-62, за исключением несколько иного расположения балансиров в связи с изменившимся распределением нагрузки на них, идентична подвеске Т-54/55 и включает в себя с каждого борта пять сдвоенных обрезиненных литых опорных катков диаметром 810 мм, ленивец и ведущее колесо; поддерживающие катки отсутствуют. Подвеска опорных катков — индивидуальная, торсионная, первые и последние катки снабжены гидравлическими амортизаторами лопастного типа. Подвеска имеет жёсткость в 522 кг/см, период колебаний 0,86 с при полном ходе катка 224 мм и удельную потенциальную энергию в 430 мм.
Первоначально на Т-62 применялись гусеницы от Т-54/55 с металлическим шарниром, а позднее — более совершенные гусеницы с резино-металлическим шарниром. Обе гусеницы имели цевочное зацепление, ширину 580 мм и шаг трака 137 мм, но металлическая гусеница состояла из 96 траков и имела массу 1386 кг, а гусеница с резино-металлическим шарниром — из 97 траков при массе 1655 кг.

## Серийное производство
В июле 1961 года Уралвагонзавод в Нижнем Тагиле, завод имени Малышева в Харькове и завод № 183 в Омске заменили производство танка Т-55 на танк Т-62. Первоначально планировалось, что танк Т-62 будет производиться до тех пор, пока не будет разработан танк «объект 432» Морозова. Однако производство танка Т-62 поддерживалось на Уралвагонзаводе вплоть до 1973 года, когда уже танк Т-72 сменил его на производственных линиях. До конца производства Уралвагонзаводом было выпущено почти 20 000 танков Т-62. Производство Т-62 в Советском Союзе было остановлено в 1975 году.
| Производство и поступление в войска Т-62 в СССР |      |      |      |      |      |      |      |      |      |      |      |      |       |
| Год                                             | 1962 | 1963 | 1964 | 1965 | 1966 | 1967 | 1968 | 1969 | 1970 | 1971 | 1972 | 1973 | Всего |
| Произведено                                     | 275  | 1100 | 1600 | 1500 | 1420 | 1505 | 1957 | 1970 | 2280 | 2215 | 2209 | 1620 | 19651 |
| Поступило в СА                                  | 275  | 1100 | 1600 | 1500 | 1370 | 1505 | 1850 | 2080 | 2160 | 2215 | 2209 | 1620 | 19484 |

В 1973 году танк Т-62 стоил 62 000 рублей.
По данным российских источников, Чехословакия производила Т-62 по лицензии до 1978 года, но по европейским данным она, как и Польша, отказалась от закупки лицензии из-за высокой цены и недостаточного преимущества перед Т-55. Северная Корея закупила Т-62 у СССР в середине 1970-х, КБ второй машиностроительной промышленности с некоторым трудом скопировало его (по данным западных источников, без лицензии, путём обратной разработки, хотя в российских утверждается о продаже лицензии в конце 1970-х), и несколько облегчённый танк производился серийно примерно до конца 1980-х годов как «Чхонмахо». Старые танки семейства Т-62 до сих пор составляют основу её танкового парка, а более новые конструкции в основном являются их развитием.

## Модификации

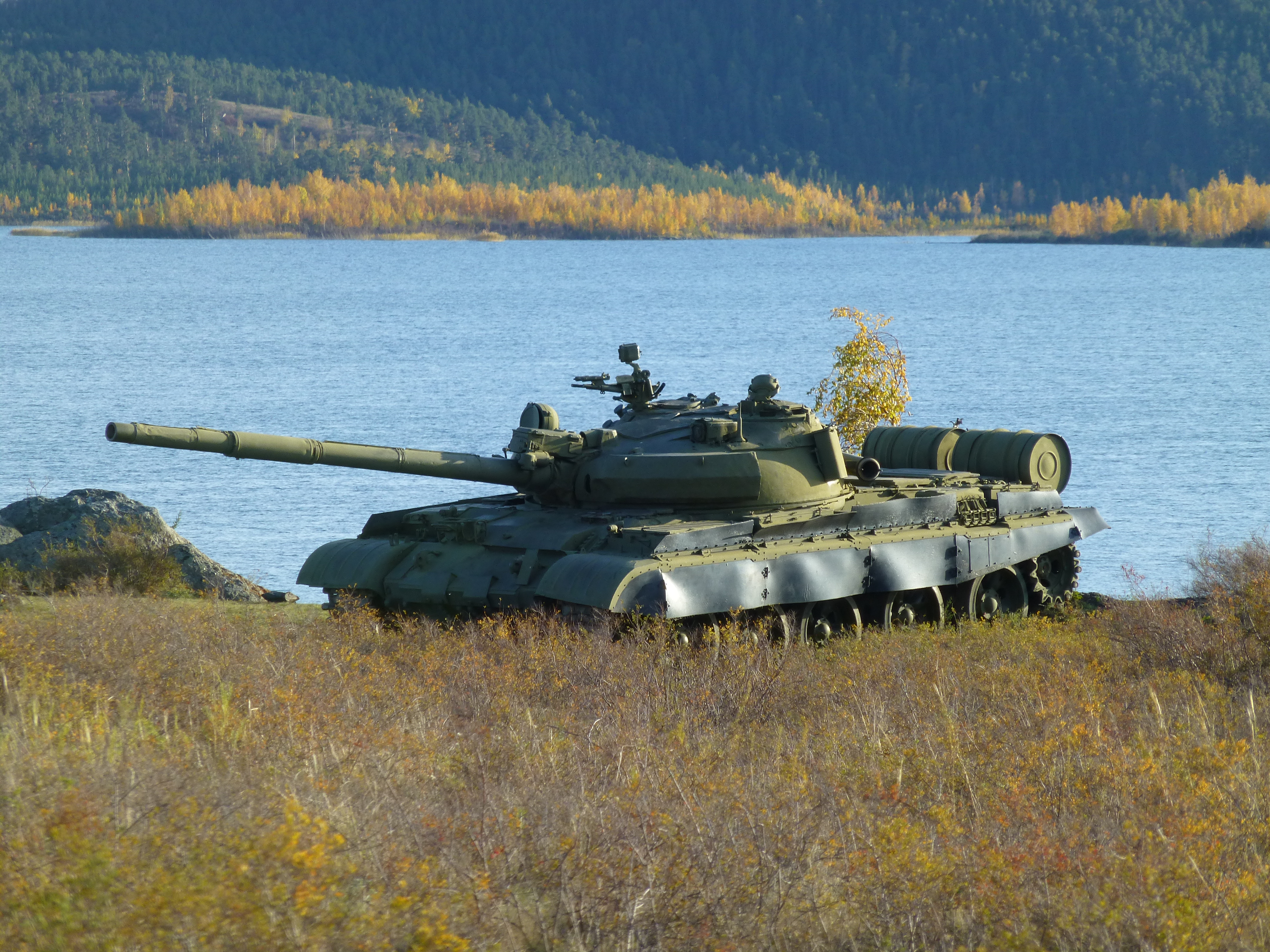
Т-62М на фоне озера Большое чебачье. Казахстан

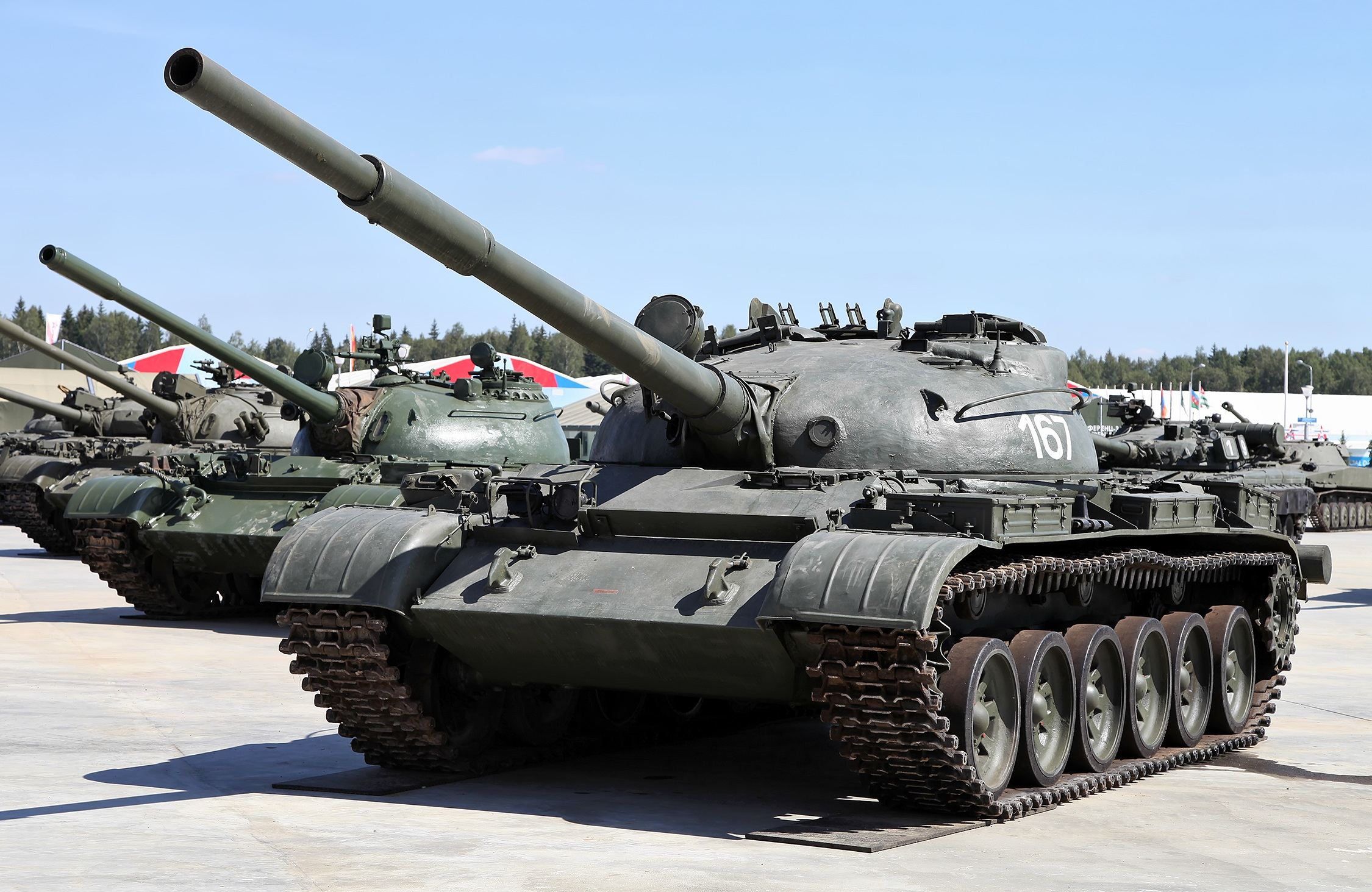
Объект 167 в парке «Патриот»

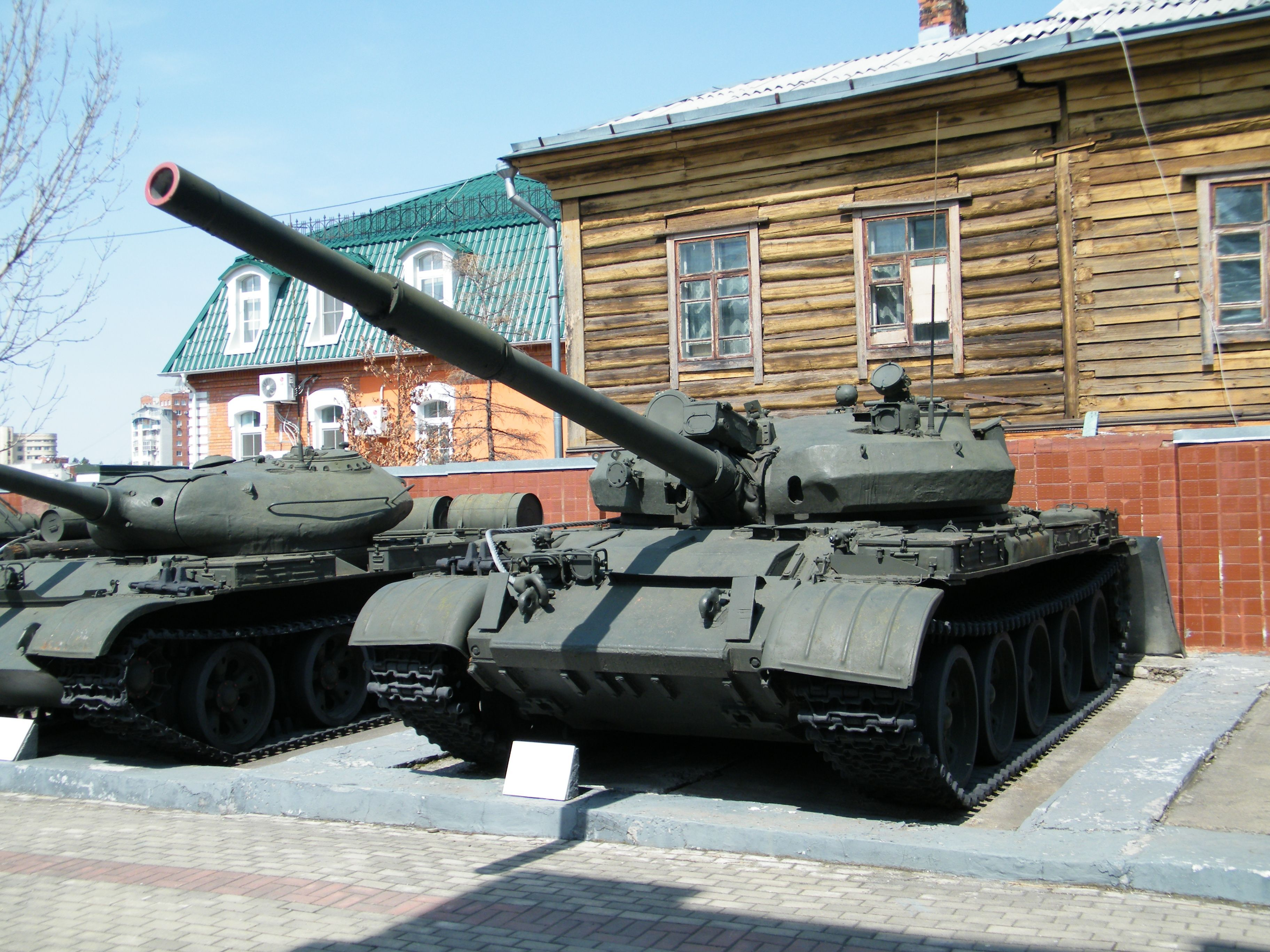
Т-62М в музее КДВО в Хабаровске

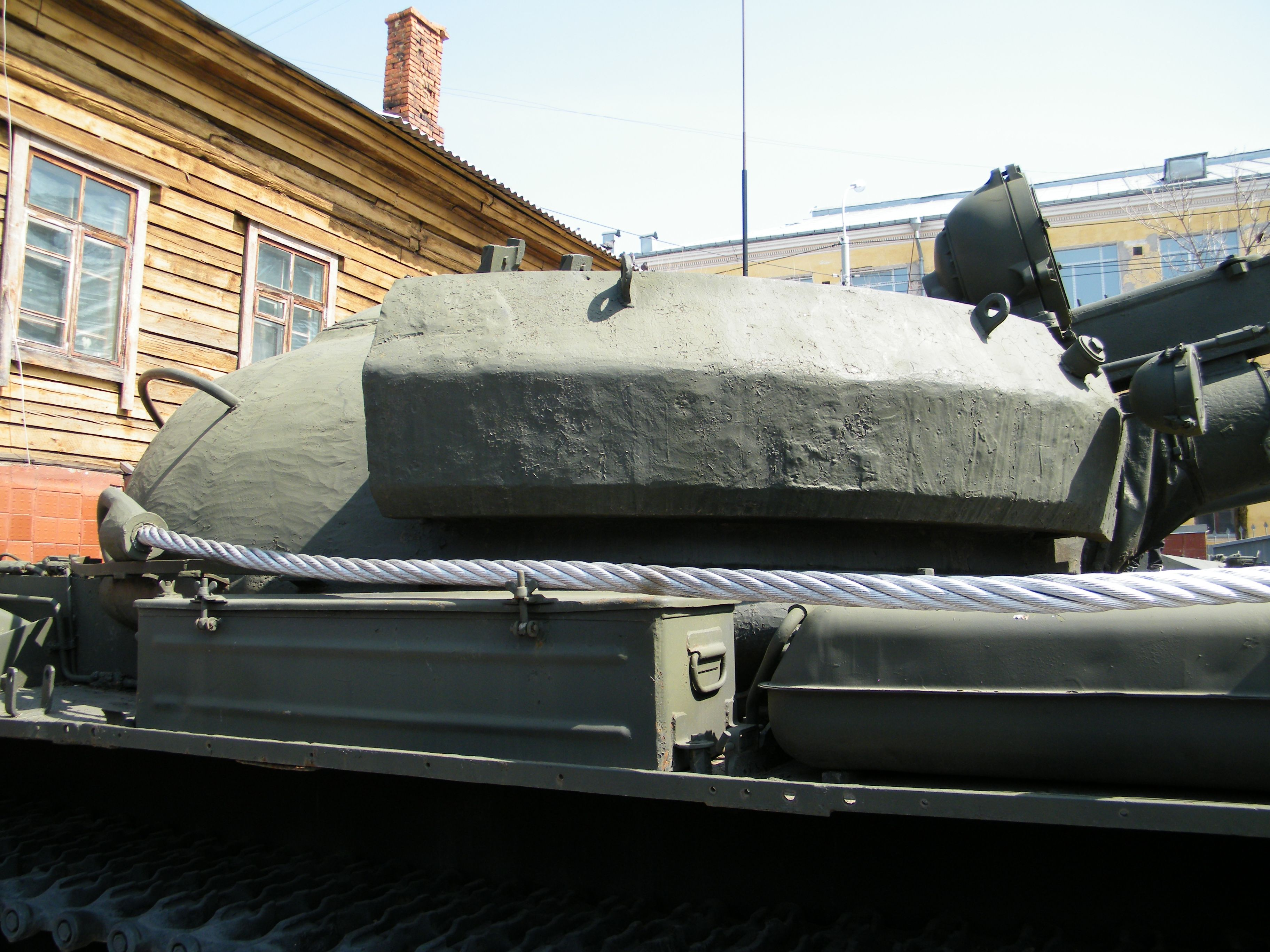
Дополнительные защитные экраны из комбинированной брони по типу Т-55М

- Т-62 (Объект 166) (1961 г.) — базовый образец, на базе Т-55.
- Т-62А (Объект 165) (1961 г.) — базовый вариант танка разработанный параллельно с (Объект 166) Т-62. Установлена новая литая башня с нарезной 100-мм пушкой Д-54ТС. Для удаления стреляных гильз на машине установлен механизм их выброса через кормовой люк башни. Данная модификация танка выпускалась в 1961 году небольшой партией.
  - Т-62АМ — модернизация Т-62 с 125-мм пушкой. В 1963 году автомат заряжания, изготовленный для «Объекта 167М», был установлен на один из опытных образцов Т-62 (Объект 166Ж). В 1965 году были завершены работы по его доработке. В итоге тагильский автомат заряжания получился лучше харьковского для «Объекта 432». Автомат был проще по конструкции, надёжнее, обеспечивал переход механика-водителя из отделения управления в боевое без выполнения каких-либо предварительных работ, за счёт этого повышал живучесть танка при обстреле. Автомат заряжания имел ёмкость на 21 выстрел. В результате, начиная с 1966 года тагильский завод был готов выпускать танк Т-62 с автоматом заряжания, который мог использовать боеприпасы для Т-64. Но и тогда танк не был запущен в серийное производство. 5 ноября 1967 года на Уралвагонзавод прибыл Министр оборонной промышленности С. А. Зверев, где ему был продемонстрирован Т-62 со 125-мм пушкой Д-81 и автоматом заряжания. Автомат заряжания ему понравился и он предложил устанавливать его в харьковский Т-64.
- Т-62К (1964 г.) — командирский Т-62 с радиостанцией Р-130. Дополнительно установлена навигационная аппаратура ТНА-2, КВ-радиостанция и зарядный агрегат АБ-1 для питания потребителей при длительной работе на месте. При этом уменьшился боекомплект пушки и пулемёта, изменено размещение ЗИПа.
- Т-62Б (Объект 167М) — опытный танк с двигателем В-35 мощностью 750 л. с. и 125-мм орудием 2А26.
- Объект 166М — опытный танк, оснащённый опорными катками меньшего диаметра, как у объекта 167, и двигателем В-36Ф мощностью 640 л. с.
  - Объект 166МЛ — Объект 166М на который в качестве дополнительного оружия устанавливался ПТРК 9К14 «Малютка».
- Т-62П (Объект 166П) — опытные Т-62 с подбоем для усиления противорадиационной защиты.
- Т-62Д (1983 г.) — модификация танка Т-62, оснащённая комплексом активной защиты «Дрозд». Также на танке была установлена: дополнительная броневая защита башни и корпуса; резинотканевые бортовые противокумулятивные экраны; двигатель В-55У, мощностью 620 л. с.; система защиты от напалма «Сода». Модернизирована ходовая часть. Танк оснащался радиостанцией Р-173 и радиоприёмником Р-173П.
  - Т-62Д-1 (1983 г.) — вариант танка Т-62Д с двигателем В-46-5М мощностью 690 л. с..
- Т-62М (Объект 166М6) (1983 г.) — танк, прошедший глубокую модернизацию в 1983—1985 годах. На танке была установлена: дополнительная броневая защита башни, корпуса и днища (уровень защиты башни от БПС — 350 мм, от КС — 400—450 мм); резинотканевые бортовые противокумулятивные экраны; на части танков антинейтронный надбой на башне; комплекс управляемого вооружения 9К116-2 «Шексна»; двигатель В-55У, мощностью 620 л. с.; новая система управления огнём «Волна» (лазерный дальномер КТД-2, баллистический вычислитель БВ-62, прицел ТШСМ-41У и стабилизатор «Метеор» М1); система запуска дымовых гранат 902Б «Туча» и система защиты от напалма «Сода». Часть машин оснащалась зенитным пулемётом НСВТ вместо ДШКМ, а ствол пушки — теплозащитным кожухом. Модернизирована ходовая часть и введена гусеница от танка Т-72. Танк оснащался радиостанцией Р-173 и радиоприёмником Р-173П.[55]
  - Т-62М-1 — вариант Т-62М с двигателем В-46-5М.
  - Т-62М1 — Т-62М без КУВ.
  - Т-62М1-1 — Т-62М-1 без КУВ.
  - Т-62М1-2 — Т-62М без КУВ и без дополнительного бронирования корпуса.
  - Т-62М1-2-1 — Т-62М1-2 с двигателем В-46-5М.
  - Т-62МК — командирский Т-62М, радиостанция Р-130 и ТНА-3.
  - Т-62МВ (1985 г.) — Т-62М с установленной навесной динамической защитой «Контакт-1» и без дополнительной броневой защиты башни, и корпуса.
    - Т-62МВ обр. 2022

  - Т-62МВ-1 — вариант танка Т-62МВ с дизелем В-46-5М.
  - Т-62МД — Т-62М оснащённая комплексом активной защиты «Дрозд».
  - Т-62М (2005 г.) — модернизация танка Т-62 Омского КБ «Трансмаш»: 115-мм пушка с теплозащитным кожухом, динамическая защита «Контакт-5» на башне и «Контакт-1» на корпусе, двигатель В-46-5М (690 л. с.). Установлены новая СУО, радиооборудование, система пожаротушения, новый многоканальный прицел 1K13Д-22, а также КУВ 1К116-2 «Шексна».[56][57].
  - Т-62М (2021 г.) — модернизация Т-62М, оснащённая многоспектральной гиростабилизированной оптико-электронной системой, электромеханической мачтой и новым прицелом 1ПН-96МТ-02. По бортам установлены динамическая защита «Контакт-1» и решётчатые противокумулятивные экраны[58].
  - Т-62М обр. 2022 О существовании модификации Т-62М образца 2022 года широкой общественности стало известно в феврале 2023 года во время Российско-украинской войны. Данная модификация отличается от базовой Т-62М отсутствием лазерного дальномера КДТ-2/1, вместо старого прицела установлен прицел 1ПН96МТ-02 с неохлаждаемой тепловизионной системой и встроенным дальномером. На танке отсутствуют контейнеры динамической защиты «Контакт-1». Установленный прицел 1ПН96МТ-02 имеет неохлаждаемую тепловизионную систему, оптический канал отсутствует. Данная технология должна позволять обнаруживать цели на расстоянии 2-3 км. Похожая модификация, с новой радиостанцией, с блоками динамической защиты и наваренными решетками на корме башни была представлена в марте 2023 года на 103-м бронетанковом ремонтном заводе.
- ТО-62 — огнемётная модификация Т-62. Дальность огнеметания — 200 м. Огнемёт установлен вместо спаренного пулемёта.
- Т-62 с МТ-12 — опытная противотанковая САУ получившаяся путём установки 100-мм противотанковой пушки МТ-12 «Рапира» на шасси Т-62. Главная особенность этой модификации — радиолокационный прицел «Рута», полностью автоматизирующий наведение. Позже на базе этой системы была создана противотанковая САУ 2С15 «Норов» (не пошедшая в серию из-за слабой артчасти)
- Объект 166ТМ — на базе серийного танка Т-62 с двигателем ГТД-3ТУ, но с ходовой частью танка Объект 167.
- Т-62 обр. 2021 — от 103-го бронетанкового ремонтного завода (БТРЗ). С прицелом наводчика 1ПН-96МТ-02 с тепловизионным каналом и дальностью обнаружения цели 2 км. Башня оснащена электромеханической мачтой, состоящей из 4 секций, которая, может подниматься на высоту до 5 метров. Также инженерами завода была смонтирована многоспектральная гиростабилизированная оптико-электронная система (МГОЭС).

## Иностранные варианты Т-62
- Т-62-5ТДФ — украинский вариант модернизации танков Т-62, разработанный ХКБМ[59] и предложенный в 2009 году в качестве варианта модернизации танков египетской армии
- Т55-62-VE M.R.V. — итальянский проект модернизации танков Т-55, Т-62, фирмы Vehicle Engineering c.g.d. S.r.l. на основе компонентов итальянских танков.
- WZ-122A «San Ye» — китайский опытный прототип, копия трофейного советского Т-62 с острова Даманский. С гидромеханической КПП, гидравлической подвеской, сплошными надгусеничными полками, расположение катков идентично с «тип 59».
- WZ-122B «San Ji» — китайский опытный прототип на основе WZ-122A. С 6 опорными катками уменьшенного диаметра на борт, традиционной надгусеничной полкой (топливные баки расположены слева), механической трансмиссией.

В середине 1986 года фирма GIAT Industries предложила заменить 115-мм гладкоствольную пушку У-5ТС (2А20) танков Т-62 120-мм гладкоствольной пушкой фирмы GIAT. При этом переоборудовании подъёмно-поворотный механизм сохранён, 115-мм орудие заменено 120-мм гладкоствольной пушкой фирмы GIAT Industries, заряжаемой справа, а не слева, система отката модернизирована.
- Модернизация Т-62 производства NORICUM. Модернизация включает замену 115-мм танковой пушки 105-мм танковой пушкой Royal Ordnance L7. Данный вариант был одобрен египетскими военными и включён в проект модернизации RO-115 Mark I.
  - RO-115 Марка I: разработан в начале 1980-х годов. При сохранении советской 115 — мм пушки более мощные боеприпасы позволяют поражать цель на большей дальности. Некоторые основные орудия были заменены 105-мм пушкой Royal Ordnance L7, предложенной австрийской фирмой NORICUM. Другие модификации включали британский дизельный двигатель мощностью 750 л. с. (559 кВт), двухплоскостный стабилизатор, баллистический компьютер, лазерный дальномер в бронированной коробке над основным вооружением, кластер из шести дымовых гранатомётов с правой стороны башни, систему управления огнём от БМП-3 и БМП и дополнительную броню, включая реактивную броню. Модернизация привела к увеличению веса до 43 тонн.
  - Т-62Е Марк II: Египетская программа реконструкции и модернизации середины 1990-х годов. Танки были оснащены лицензионным немецким двигателем MTU мощностью 880 л. с. (656 кВт). Танки вооружены лицензионной 105-мм танковой пушкой M68, итальянской системой управления огнём с баллистическим компьютером, устройством инфракрасного видения, лазерным дальномером, стабилизатором вооружения, дополнительной бронёй, включая реактивную броню, бронированными боковыми юбками, модернизированной подвеской и шестью дымовыми гранатомётами с каждой стороны башни. Он оснащён модернизированной системой защиты NBC (ядерной, биологической и химической). T-62E Mark II оснащён двумя противотанковыми ракетными установками египетского производства с двумя снарядами, или двумя пусковыми установками с 2 снарядами для 80-мм дымовых ракет D-3000 на удлинителе для атаки, или пусковой установкой коробчатого типа, содержащей две дымовые ракеты Sakr с каждой стороны башни. Модернизация не изменила вес танка, который остался на уровне 45 тонн.
  - RO-120 Mark III: модернизация танка Т-62, разработанная в 2004 году. Это обновление вооружает танк 120-мм танковой пушкой М-393, разработанной ФГУП. Длина пушки составляет 5,30 м, а вес-2,6 тонны. Он может быть повышен или понижен между −7° и +15°. Танк оснащён новым лицензионным немецким двигателем MTU мощностью 890 л. с. (664 кВт) и дополнительной бронёй, включая реактивную броню и бронированные боковые юбки. В результате модернизации вес увеличился до 46,5 тонны. Эта модернизация была завершена к концу 2008 года.
  - Модернизация Т-62, произведённая GIAT. Модернизация включает замену 115-мм танковой пушки на 120-мм гладкоствольную танковую пушку, аналогичную той, которая использовалась в прототипе основного боевого танка AMX 40. Для этого подразделения не было размещено никаких заказов.
- Чхонма — северокорейский вариант танка Т-62. На части поставленных Советским Союзом танков отсутствовал дальномер, было ослаблено бронирование. Танки серии Чхонма претерпели множество модификаций, которые включали в себя установку 125-мм орудия 2А26/2А46, пусковых установок ПТУР и ПЗРК, двигателей мощностью 750, 1 000-1 100 и 1 200 л. с., тепловизора, лазерного дальномера, стабилизатора ствола орудия и метеорологических датчиков, полное изменение ходовой, корпуса и башни танка, а также усиление защищённости машины и экипажа путём установки разнесённой и комбинированной брони и динамической защиты.

## Машины на базе Т-62
- ТП-62 — болгарская гусеничная пожарная машина.
- ТВ-62 — болгарская ремонтно-эвакуационная машина. Установлена лебёдка. Башни демонтировали, вместо них приварили задом наперёд укороченные на половину башни от Т-55 и Т-55А с зенитным пулемётом ДШКМ.
- «Мини-Терминатор» — БМПТ на базе Т-62, производимая путём замены башни на боевой модуль «Бережок»[60][61].
- ИТ-1 «Дракон» — ракетный танк, принятый на вооружение в 1968 году.

## Операторы

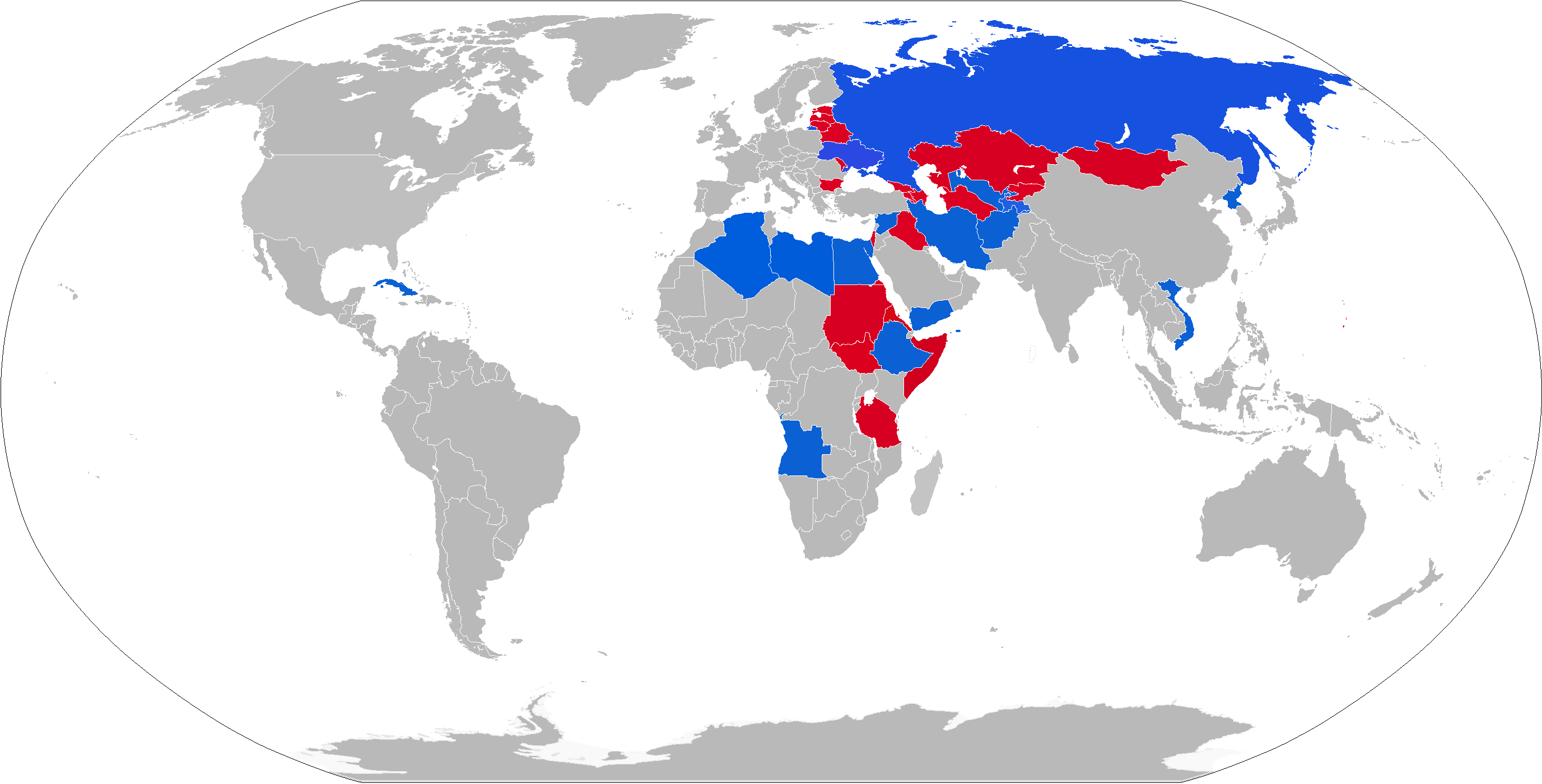
Карта операторов Т-62 на 2024 год

### Современные
- Алжир — 290 Т-62, по состоянию на 2025 год[62]
- Афганистан — имеются Т-62М, по состоянию на 2025 год[63]. 305 Т-62 поставлено СССР и Россией[64].
- Ангола — 50 Т-62, по состоянию на 2025 год[65]
- Вьетнам — 70 Т-62, по состоянию на 2025 год[66]
- Египет — 200 Т-62 активны, 300 Т-62 на хранении, по состоянию на 2025 год[67]
- Иран — более 75 Т-62, по состоянию на 2025 год[68]
- Йемен — имеются Т-62, по состоянию на 2025 год[69] 200 на 2015 год[70]
- КНДР — имеются Т-62, по состоянию на 2025 год[71]. 500 Т-62 поставлено СССР[64]: 470 Т-62 произведено КНДР[64]
- Куба — менее 400 Т-62, по состоянию на 2025 год[72]. 400 единиц Т-62 поставлено СССР[64].
- Ливия — имеются Т-62, по состоянию на 2025 год[73]
- Россия — 600 Т-62М/МВ активны и имеются Т-62 на хранении по состоянию на 2025 год[74]
- Сирия — имеются Т-62М, по состоянию на 2025 год[75]
- Таджикистан — 7 Т-62М, по состоянию на 2025 год[76]
- Узбекистан — 170 Т-62, по состоянию на 2025 год[77]
- Украина — менее 40 Т-62М, по состоянию на 2025 год[78]
- Эфиопия — менее 120 Т-62, по состоянию на 2025 год[79]. 70 Т-62 поставлено СССР[64].

### Бывшие
- Болгария — 250 единиц Т-62 поставлено из СССР в период в 1970—1974 годах[64]. Сняты с вооружения[80][81].
- Беларусь — 170 Т-62, по состоянию на 1995 год, сняты с вооружения[82]
- Ирак — 1700 Т-62 поставлено из СССР[64][64][64][64]. Сняты с вооружения[83][84]
- Израиль — 126 Т-54/55 и Т-62С, по состоянию на 2010 год[85]
- Казахстан — 280 Т-62М, по состоянию на 2007 год[86]
- Молдова[87][88]
- Монголия — 250 Т-62 поставлено из СССР[64]. Сняты с вооружения[80][89]
- Северный Йемен — 16 единиц Т-62 поставлено из СССР[64]
- СССР — 2021 Т-62, по состоянию на 1991 год, перешли к образовавшимся государствам[87]
- Сомали[80]
- Судан[80][90]
- Танзания[80][91]
- Южный Йемен — 270 Т-62 поставлено из СССР[64]
- Эритрея — имеются Т-62, по состоянию на 2020 год[92]

## Служба
1. 26-я гвардейская танковая дивизия: 304 единицы Т-62 на конец 1980-х гг.;[93]
2. 34-я танковая дивизия: 314 единиц Т-62 на конец 1980-х гг.;[93]
3. 76-я танковая дивизия: 314 единиц Т-62 на конец 1980-х гг.;[93]
4. 96-я мотострелковая дивизия: 215 единиц Т-62 на конец 1980-х гг.;[94]

## Боевое применение

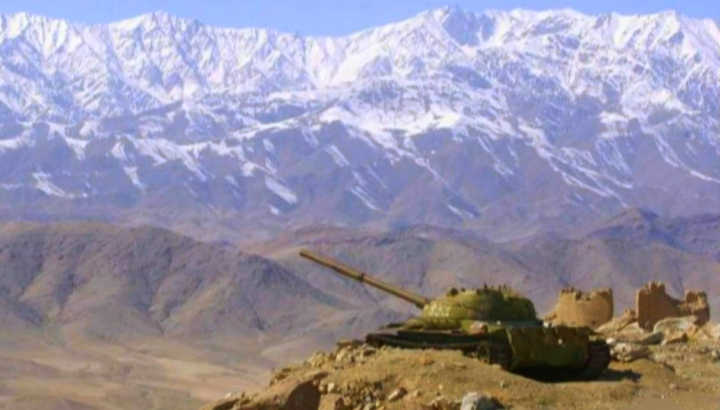
Т-62 на позиции в афганских горах, ОКСВА, 1984-85 гг., фото из архива Сергея Новикова.

1. Операция «Дунай» — применялись войсками Советской армии[95].
2. Пограничный конфликт на острове Даманский — применялись 135 мсд Советской Армии ВС Союза ССР.
3. Война Судного дня — применялись египетскими и сирийскими войсками[96].
4. Война за Огаден (1977—1978) — применялись кубинской танковой бригадой[97].
5. Египетско-ливийская война — применялись ливийскими и египетскими войсками.
6. Чадско-ливийский конфликт — применялись ливийскими войсками[96].
7. Афганская война (1979—1989) — применялись в составе 24-го гв.тп 5 гв.мсд, 285-го и 234-го танкового полка 108 мсд, 62-й отб 103 гв.вдд, а также в составе 650-го, 781-го и 783-го отдельных разведывательных батальонов Советской армии[95][98]
8. Ирано-иракская война — применялись иракскими войсками[96].
9. Ливанская война (1982) — применялись в составе сирийских войск[96].
10. Гражданская война в Анголе — применялись кубинскими войсками в составе 50-й бронетанковой дивизии[96].
11. Вторжение в Кувейт и война в Персидском заливе — применялись иракскими войсками[96]. Принимали ограниченное участие в боевых действиях и их потери составили, вероятно, около 250 машин, то есть примерно пятая часть от 1200 имевшихся на вооружении[99][100].
12. Война в Абхазии (1992—1993) — применялись обеими сторонами.
13. Первая чеченская война — использовались чеченскими формированиями, оппозиционными режиму Дудаева и Внутренними войсками МВД Российской Федерации. Также в качестве бронеплощадок на тяжёлых бронепоездах Российской Армии[96].
14. Вторжение боевиков в Дагестан — применялись 93-м механизированным полком внутренних войск РФ[96].
15. Вторая чеченская война — применялись в составе 160-го гвардейского танкового полка СибВО РФ и 42-й гвардейской мотострелковой дивизии[96].
16. Иракская война — применялись иракскими войсками[96].
17. Война в Грузии — в составе полковой тактической группы 42-й мотострелковой гвардейской дивизии применялись ВС России в Южной Осетии при уничтожении грузинской бронетехники в боях восточнее Цхинвала[101].
18. Гражданская война в Ливии.
19. Гражданская война в Сирии — применяются всеми сторонами конфликта.[102] В 2017 году Сирийская арабская армия получила из России несколько больших партий танков Т-62 и Т-62М, которые принимали активное участие в боях по освобождению восточных провинций Сирии от войск ИГ[103].
20. Гражданская война в Йемене.
21. Вторжение России на Украину — используются вооруженными силами Российской Федерации[104][105].

### СССР и постсоветское пространство

#### Конфликт на острове Даманский

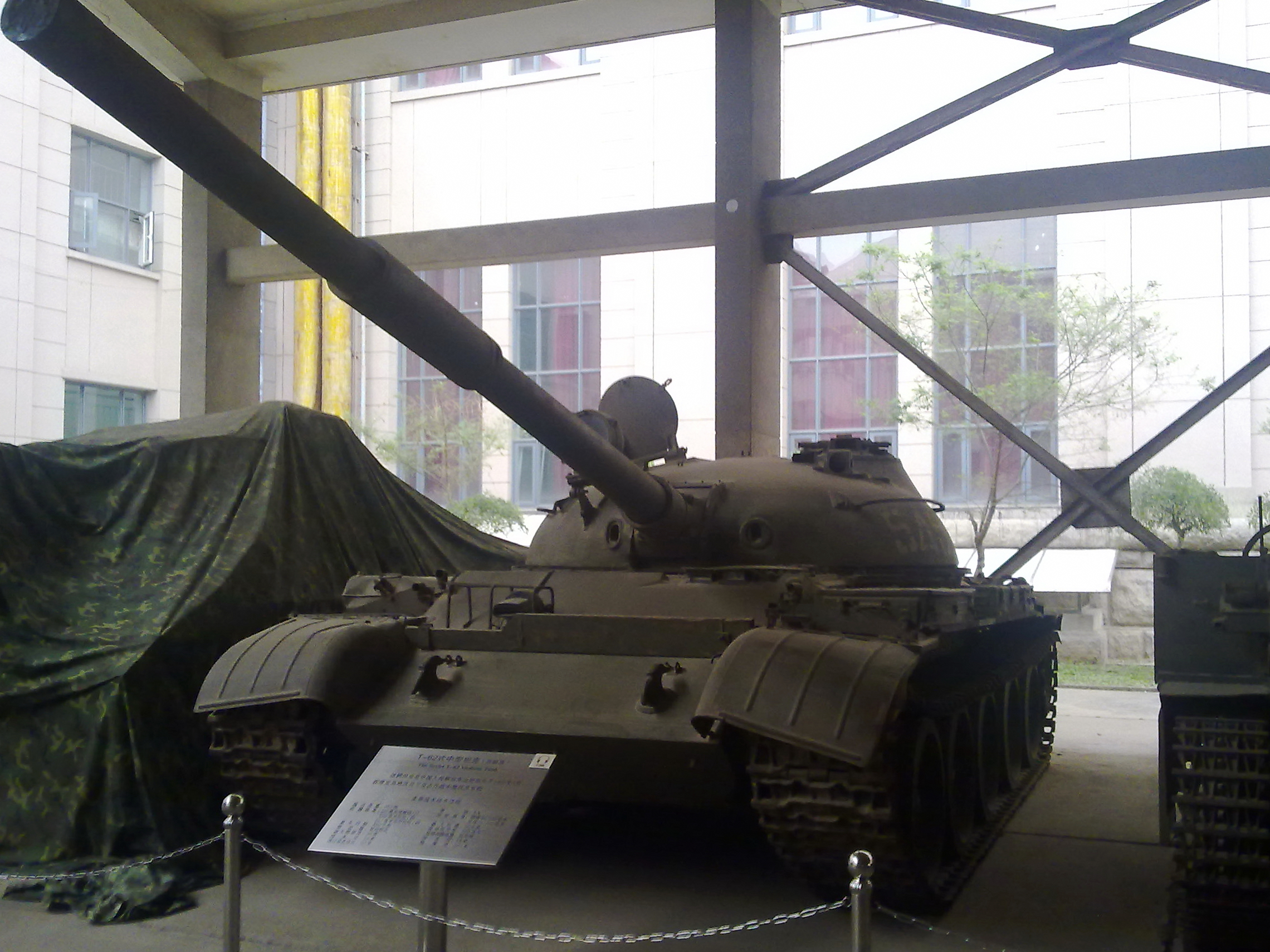
Поднятый после конфликта на советско-китайской границе 1969 г. со дна реки советский Т-62 в музее Народно-освободительной армии Китая

Первое применение Т-62 в бою состоялось в советско-китайском пограничном конфликте на острове Даманский в марте 1969 года. Применение танков в конфликте стало случайностью; в ходе конфликта, 15 марта, к командному пункту пограничников, ведущих бои с китайскими войсками, по ошибке подошла группа из девяти Т-62 135-й мотострелковой дивизии. Было решено использовать танки для поддержки пограничников, не имеющих тяжёлого вооружения. Три Т-62 двинулись по льду к занятому китайскими войсками острову Даманский в попытке обойти остров и отсечь его от подходивших со стороны китайской границы резервов, но китайцы оказались подготовлены к такому событию и открыли плотный огонь из РПГ-2, в результате чего головной танк был подбит, а остальные два отошли к советскому берегу; экипаж советского подбитого танка был уничтожен китайцами из стрелкового оружия при попытке покинуть машину. К вечеру того же дня, после массированной артподготовки, китайские войска были выбиты с Даманского, но как выяснилось, к тому времени китайские разведчики успели исследовать танк и снять с него ряд приборов, в том числе стабилизатор вооружения, считавшийся наиболее секретным из того, что было установлено на Т-62. Танк было решено уничтожить, но удалось лишь утопить его, сломав лёд миномётным огнём. В конце апреля 1969 года, после окончания боевых действий, китайцам удалось поднять танк со дна реки и более тщательно изучить, после чего он был установлен в музее НОАК в Пекине.

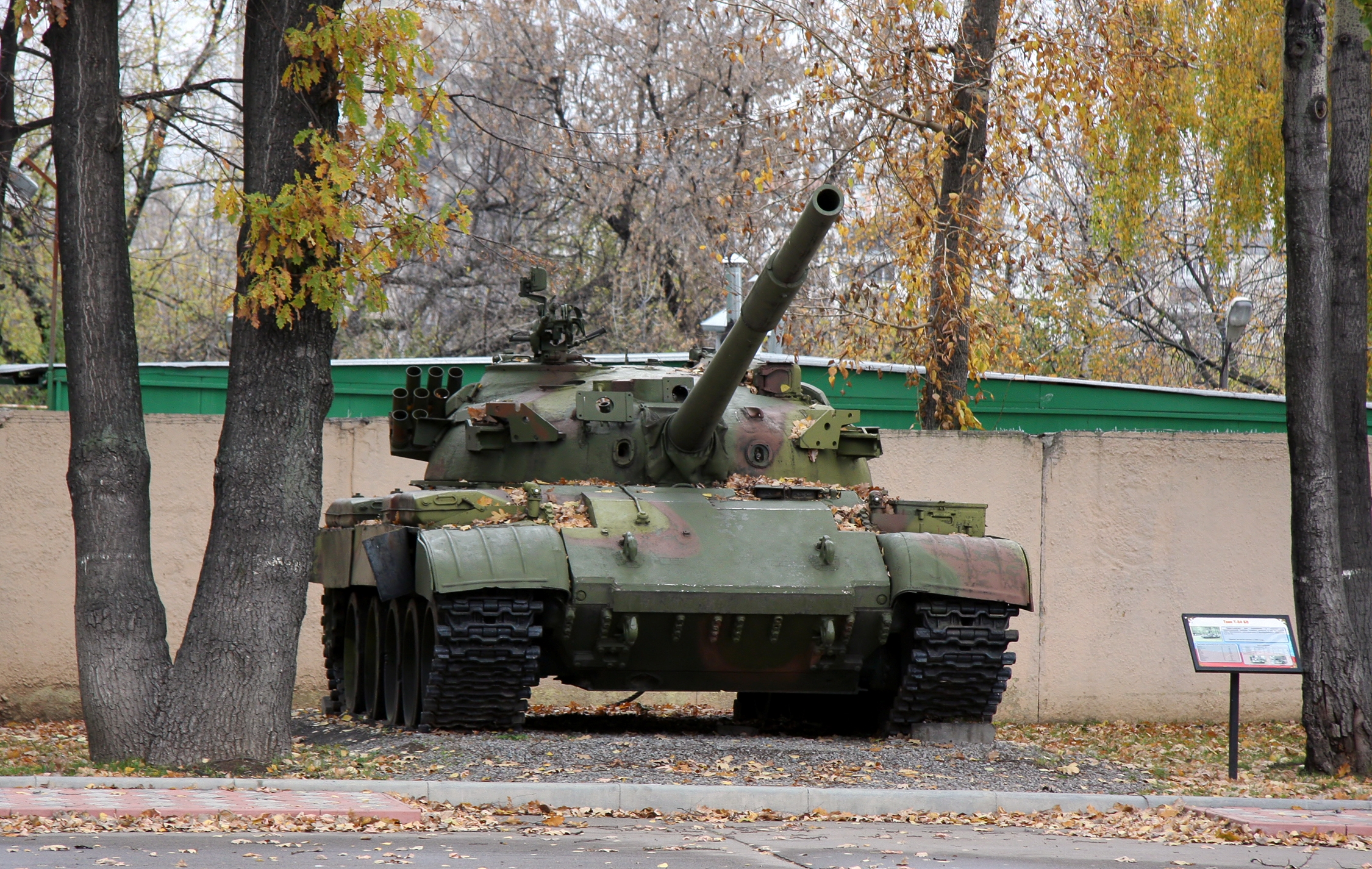
Т-62Д в Московском суворовском училище.

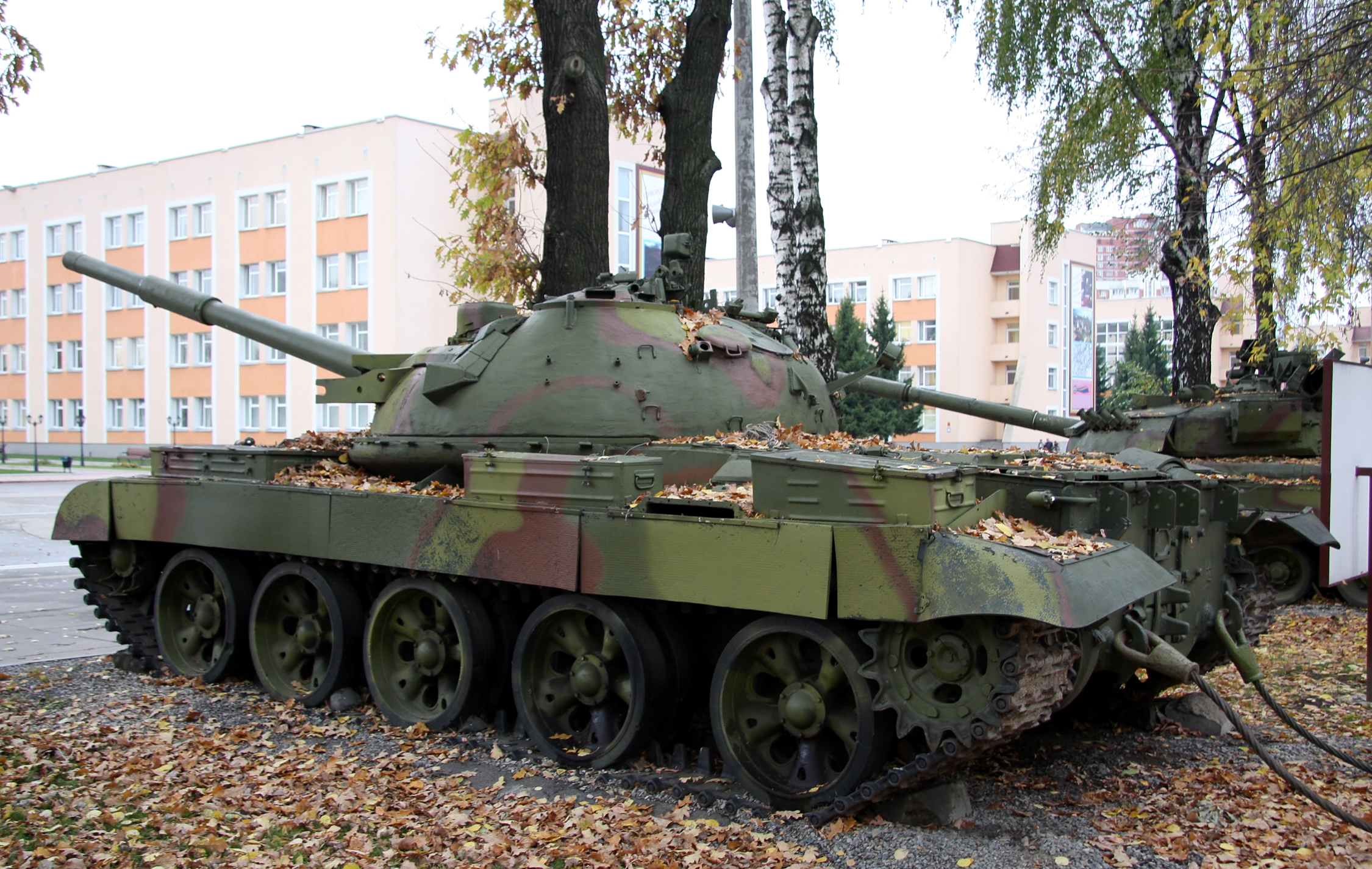

#### Война в Афганистане
Танки Т-62 применялись в войне в Афганистане. В среднем ежегодно на территории страны находилось около 600 советских танков Т-62, не считая танков переданных правительственным войскам. В ходе эксплуатации в горных условиях Т-62 показал себя надёжной, отработанной машиной с достаточно высокими боевыми качествами и техническими характеристиками — при условии технически грамотной эксплуатации, чего в Афганистане не наблюдалось (по данным М. Барятинского только в 1986 году из-за нарушения правил эксплуатации танки выходили из строя 4038 раз, из которых 198 потребовали капитального ремонта и 12 были списаны). Для сравнения за первые два с половиной года войны в Ираке, 530 американским танкам M1 Abrams потребовался капитальный ремонт. В ходе войны на танках Т-62 было усилено бронирование днища и установлено дополнительное бронирование на башне; для защиты ходовой части по бортам танка были введены резиновые экраны; для защиты механика-водителя при подрыве были установлены распорки между днищем и крышей корпуса. В то же время, было установлено, что мощность двигателя Т-62 является недостаточной (особенно это обстоятельство проявилось после установки на танки дополнительного бронирования). В мае 1984 танковая рота Т-62 прочёсывала район в провинции Гильменд. За три дня весь район был очищен от моджахедов и было захвачено значительное количество оружия и боеприпасов. Потерь Т-62 и экипажи не понесли, хотя по танкам было сделано около 40 выстрелов противотанковых гранатомётов.
За всё время войны, по официальным данным, безвозвратные потери танков всех типов составили 147 единиц (в основном Т-62 и часть Т-55). Бо́льшая часть танков выходила из строя по техническим причинам. У заместителя командующего 40-й армии по вооружению В. С. Королёва и западного исследователя С. Залоги встречаются цифры о 385 или даже 1340 танках Т-62. При этом оба источника путаются друг с другом в причинах потерь танков. У Королёва 1340 танков выведено из строя от боевых повреждений, а у Залоги всего 385 танков потеряно от боевых повреждений. В то же время у Залоги 1340 танков списано, по большей части от небоевых повреждений, а у Королёва списано всего 385 танков. В любом случае обе оценки (в том числе оценка генерала, занимавшегося вопросами эксплуатации Т-62 в Афганистане) значительно выше официальных данных о потерях советских танков. Афганская армия также применяла Т-62, их потери остаются неизвестными.
Потери советских танков в Афганистане (Т-62 и Т-55, по годам):
- 1979 год: 1
- 1980 год: 18—60
- 1981 год: 28—100
- 1982 год: 17—40
- 1983 год: 13—30
- 1984 год: 7—35
- 1985 год: 18—30
- 1986 год: 14—40 — по утверждению М. Барятинского 12 из них были потеряны по техническим причинам[109]
- 1987 год: 7—20
- 1988 год: 22—25
- 1989 год: 2—5[114][116].

#### Первая чеченская война
Принимали ограниченное участие во время Первой чеченской войны. Дудаевским формированиям танки достались из состава 392-го учебного танкового полка (г. Шали) (6 Т-62М и 36 Т-72А). В свою очередь федеральные силы передали антидудаевской оппозиции 10 танков Т-62. Известен случай танкового боя между одним Т-62 оппозиции и двумя Т-72А сторонников Дудаева, в ходе которого Т-62 был подбит, в нём погибло два члена экипажа. Известен случай уничтожения дудаевской установки ПТРК танком Т-62 с дистанции 5600 метров. В целом все 10 переданных оппозиции российских танков были потеряны или выведены из строя в течение августа-октября 1994 года, в том числе один был продан сторонникам Дудаева. Последний остававшийся Т-62 был уничтожен при попытке штурма Грозного 15 октября.

#### Вторая чеченская война
Во время Второй чеченской войны Т-62 применялись более массово. 93-й механизированный полк ВВ имел 69 Т-62 и Т-62М. 69 танков Т-62М имел 160-й гвардейский танковый полк. Всего для проведения операции отводилось около 370 танков Т-72, Т-62 и Т-80 (включая 138 Т-62). О наличии Т-62 у террористов информации нет. Кроме того несколько танков использовалось железнодорожными войсками на бронепоездах, из них 2 поезда использовалось в начале второй кампании и в конце группа была усилена до 5. Всего в обеих чеченских кампаниях использовалось 6 бронепоездов. Каждый поезд имел 1 или 2 платформы с танком Т-62, то есть количество «шестьдесятдвоек» на поездах во второй кампании составляло от 5 до 10 штук.
Первое участие в боевых действиях «шестьдесятдвойки» приняли в августе — сентябре 1999 года, когда около 60 танков Т-62 93-го полка принимали участие в защите Дагестана от нападений чеченских террористов. К середине сентября боевики были выбиты с Дагестана, известно об одном уничтоженном Т-62.
В первой половине октября на территорию Чечни был передислоцирован 160-й гвардейский танковый полк, которым командовал подполковник Юрий Буданов. В этом месяце особо крупных боёв не происходило, известно что был случай когда в Т-62М командира полка попал снаряд, экипаж отделался лишь контузией.
В начале ноября при взятии Ачхой-Мартана один Т-62 160-го полка был подбит ПТУРом. При приближении к Старому Ачхою машины полка получили несколько попаданий ПТУР из пусковой установки на удалении примерно 3900 метров, но ни один танк не вышел из строя. Огнём танка Т-62, джип, пусковая установка и расчёт из четырёх боевиков были уничтожены. 18 ноября Ачхой полностью перешёл под контроль федеральных войск. В этом месяце танк командира полка получил одно попадание из РПГ, но экипаж также как и танк опять уцелел.
С 1 по 3 декабря рота Т-62 160-го полка участвовала при взятии Алхан-Юрта, при этом ими было произведено около 1000 выстрелов 115-мм пушек.
8 декабря года группа генерала Шаманова при поддержке танков 160-го полка начала штурм Урус-Мартана. За три дня центр ваххабизма в Чечне был разгромлен. Танками Т-62 было уничтожено около 50 боевиков, при этом ни один танкист Буданова не погиб. Уже после взятия городка в полку произошла первая потеря за два месяца боевых действий, командир танкового взвода был убит осколками гранаты РПГ, когда вылез осмотреться из танка.
31 декабря взвод из трёх танков Т-62 160-го полка участвовал в спасении группы спецназа во время боя у «Волчьих ворот». Потерь танковый взвод в ходе боя не понёс.
За 3 месяца боёв до начала января 2000 года 160-й полк прошёл путь от села Горагорск (Надтеречный район) до Дуба-Юрта, не потеряв ни одного Т-62 уничтоженным (были только повреждённые) и только одного человека убитым.
14 января 160-й полк без боя занял высоту 950,8 («Волчьи ворота») и закрепился на брошенных боевиками укреплениях.
15 января узнав о потере высоты боевики попытались её отбить. В ходе семичасового боя пехотинцы 160-го полка были выбиты с высоты. Полк потерял 7 человек убитыми. Разведчик полка Игорь Сауков пропал без вести в ходе боя. Боевики в этом бою использовали тактику «живых волн», несмотря на то что по ним вели огонь с равнины танки Т-62 и они несли огромные потери, им удалось подойти на достаточно близкую дистанцию, на которой чтобы не зацепить своих прекратилась арт. поддержка. Цена первой победы над полком Буданова обошлась от 150 до 200 убитых боевиков, тела которых усеяли местность перед высотой. Через день на этой высоте погибли ещё 3 из 160-го полка. 18 января вышел к позициям полка разведчик Игорь Сауков, оказалось что он свалился в пропасть, но смог живым вернуться к своим. По полученной им информации (схемы 3 больших опорных пунктов) 160-й полк начал массированный обстрел. На руинах опорных пунктов было обнаружено около 200 убитых боевиков. За неделю боя за высоту 160-й полк понёс наибольшие потери за всю войну — 18 человек погибшими, при этом нанеся противнику наибольшие потери — не менее 350—400 убитых. Командир 160-го полка был награждён орденом Мужества и получил досрочно звание полковника.
С конца декабря 1999 года по начало февраля 2000 года Т-62 93-го и 160-го полков принимали участие в штурме Грозного.
5 марта 2000 года началось решающее сражение, ставшее последней крупной битвой войны. На штурм села Комсомольское, где окопались полторы тысячи боевиков главаря террористов Руслана Гелаева, были брошены танки Т-62 и Т-62М 160-го танкового и 93-го механизированного полков. Три танка 93-го полка штурмовали село в составе 19-го отряда спецназа. О возможных потерях танков и танкистов внутренних войск информация неизвестна. Полк Буданова при штурме, как и прежде понёс минимальные потери — три «шестьдесятдвойки» полка получили попадания РПГ, но все остались на ходу. Не погиб ни один танкист Буданова. 14 марта, село было взято, 21 марта крупномасштабные боевые действия были завершены.
160-й гвардейский танковый полк принявший самое активное участие в войне среди танковых частей, провёл на территории Чечни 6 месяцев (с октября 1999 года по апрель 2000) и показал наибольшую боевую эффективность среди остальных подразделений. Несмотря на то что почти все танки полка имели следы попаданий, ни одного Т-62 не было потеряно безвозвратно. Потери личного состава составили 22 человека личного состава убитыми и погибшими (менее 3 % от общего количества, погибших непосредственно внутри Т-62 не было). Пятерым танкистам 160-го полка присвоено звание Герой России.
В дальнейшем наведении порядка на территории Чеченской республики использовался отдельный танковый батальон 42-й гвардейской мотострелковой дивизии.

#### Война в Грузии (2008)
Российская армия применяла Т-62 42-й гвардейской мотострелковой дивизии во время войны в Грузии 2008 года. По данным независимых российских экспертов (Центр анализа стратегий и технологий), один российский Т-62М был уничтожен огнём противника. Известен случай уничтожения грузинского танка российским танком Т-62М под командованием мл. л-та Виталия Неффа, который затем погиб.
На конец 2012 года в российской армии ещё сохранялось более девятисот танков Т-62, все они переданы в ОАО «Спецремонт», входящее в холдинг «Оборонсервис» для последующей утилизации, которая должна начаться в 2013 году.

#### Российско-украинская война

##### Война на Донбассе
Миссией ОБСЕ в феврале 2015 год были зафиксированы танки Т-62 в зоне Войне на востоке Украины.

##### Вторжение России на Украину
Хотя к началу российского вторжения на Украину в 2022 году Т-62 были сняты с вооружения российской армии, в ходе войны они вернулись в строй. За два года из долговременного хранения были выведены 700 танков этого  типа. В мае-июне 2022 года в зоне боевых действий замечены российские Т-62М и Т-62МВ, также отмечены первые их потери. По сообщению Forbes, к концу октября 2022 года независимые аналитики на основании фотографий и видео насчитали 43 потерянных российских Т-62, причём очевидна тенденция оставления экипажами техники без боя: всего лишь 6 из потерянных танков были уничтожены. 37 российских Т-62 были брошены отступающими российскими войсками, захвачены и используются украинской стороной.
На октябрь 2023 года сайтом Oryx было насчитано 83 визуально подтверждённые потери российских Т-62. По оценке Международного института стратегических исследований, на декабрь 2024 года Россия потеряла 335 танков Т-62.

### Ближний Восток и Африка
Т-62 с переменным успехом применялись в арабо-израильских конфликтах.
В некоторых английских источниках заявляется что четыре или пять танков Т-62 проходили испытания в Египте в 1969 году. Также там заявляется, что один или два или даже четыре из них были захвачены израильскими войсками во время операции «Изморось» и отправлены в Великобританию. Официальные израильские и английские лица заявляют что ничего этого не происходило и уточняют что на самом деле «танками Т-62» оказались британские танки «Чифтен», которые после испытаний израильтяне отправили в тот день назад в Великобританию. «Jewish Telegraphic Agency» уточнило, что первоисточником данного рассказа был английский журналист «Daily Express» Чапман Пинчер, который перепутал и принял новые «Чифтены», вернувшиеся из Израиля, за Т-62.
Танки Т-62 участвовали во время войны в Афганистане 2001 года. Первый этап боевых действий заключался в наступлении на талибов сотни танков Т-62 и Т-55 Северного Альянса. По завершении наступления Альянса у талибов остался только город Кандагар. В дальнейшем основная роль в борьбе с талибами легла на страны НАТО.

#### Война Судного дня
В 1971 году Советский Союз поставил Египту первые Т-62, в этом же году США поставили Израилю первые M60A1. Изначально арабам поставлялись танки без новейших 115-мм оперённых бронебойно-подкалиберных снарядов. Этот недостаток заметили египетские танкисты, после чего они были отправлены (снаряды такого типа значительно превосходили по бронепробиваемости все используемые западными и советскими танками). Британский военный эксперт Симон Данстан утверждал, что арабские Т-62 в войне имели «автоматы заряжания».
Египет в ходе войны задействовал 188 танков Т-62 (15-я и 25-я бригады). Сирия задействовала по западным данным 475 танков Т-62 (47-я, 91-я, 20-я, 65-я и 70-я бригада Республиканской Гвардии). По данным Ю.Костенко Сирия имела 300 Т-62.
Для штурма линии Бар-Лева Египет отводил 1020 танков, включая 188 новейших Т-62, Израиль в Синае имел 1088 танков, включая 150 новейших M60A1.
15-я отдельная бронетанковая бригада в составе 94 танков Т-62 под командованием полковника Тахсина Шанена совместно с 18-й пехотной дивизией начинает наступление на Кантару и занимает оборону вдоль оси Кантара — Эль-Ариш. Кантара являлась важным транспортным узлом израильтян и на её территории находился грузовой автопарк и склады с оружием и боеприпасами. Для её обороны израильтяне отводили 401-ю бронетанковую бригаду (танки M48) и 9-й батальон 14-й бронетанковой бригады (танки M48). 6 октября когда началось наступление Т-62 15-й бригады поддерживали огнём с западного берега египетскую пехоту, переправляющуюся через канал. 401-я израильская бригада попала в засаду египетской пехоты и была разгромлена. Т-62 сыграли в этом небольшую роль. К концу дня египтяне размыли песчаный вал и танки 15-й бригады начали форсирование. К утру 7 октября 15-я бригада была на восточном берегу. К этому времени на помощь к Кантаре подошёл израильский 198-й батальон 460-й бронетанковой бригады (танки «Центурион»). Израильтяне заявили что с большой дистанции уничтожили несколько Т-62. После этого 198-й батальон неся всё большие потери стал отходить к городу, где с 9-м батальоном занял оборону. Весь день 7 октября шёл штурм города и к ночи Кантара была взята. 198-й батальон потерял в сражении 37 танков «Центурион» из 44, 9-й батальон потерял 32 танка M48 из 34. В качестве трофеев египтяне захватили также автопарк и склады с оружием. 8 октября две роты Т-62 15-й бригады сдерживали наступление «Центурионов» 217-й бригады. При поддержке Т-62, атака израильской бригады на 18-ю дивизию была отражена. После провальной израильской контратаки 8 октября 15-я бригада заняла оборону на руинах Кантары. Сколько танков Т-62 потеряла 15-я бригада в этих сражениях египтяне не публиковали. 10 октября израильские самолёты-разведчики сфотографировали зону действий 15-й бригады и идентифицировали лишь 3 подбитых египетских танка. 12 октября Израиль попробовал последнюю попытку захватить Кантару. В результате танкового боя Т-62 и пехота снова отбили атаку, уничтожив 13 танков и 19 бронетранспортёров. Т-62 15-й бригады, участвовали в наступлении 14 октября в сторону Белузы и Романи. Им противостояло 125 танков дивизии Сасуна в первом эшелоне и 205 танков 162-й дивизии во втором эшелоне. Т-62 удалось нанести поражение танкам Сасуна и прорвать первый эшелон. Однако контратака 162-й дивизии Адана остановила и отбросила египтян.
25-я отдельная бронетанковая бригада в составе 94 танков Т-62 под командованием полковника Ахмеда Бадави совместно с 7-й пехотной дивизией начинает наступление в направлении Шалуфа — перевал Джеди. В 4 часа дня 7 октября 25-я бригада начала форсирование и к ночи уже была на другом берегу. Первостепенной задачей 25-й бригады было взятие опорного пункта Ботзер (Кибрит Ист) на линии Бар-Лева. Изначально Ботзер оборонялся 26-27 пехотинцами и 3 танками M48 из 52-го батальона. Позже к ним по ошибке прибыл ещё взвод из 3 M48 46-го батальона. Днём 9 октября рота танков Т-62 начала штурм опорного пункта Ботзер, к этому времени возле форта было 4 «Паттона». В результате получасового боя израильтяне были разгромлены, возле форта было уничтожено 2 M48. 2 других M48 попытались скрыться в пустыне, но были уничтожены огнём Т-62. 14 октября один батальон 25-й бригады участвовал в наступлении на израильские позиции, но был остановлен 164-й израильской бригадой, переброшенной с Голанских высот. Израильтяне подбили от 15 до 20 Т-62 в этом бою. Утром 17 октября 25-я бригада стала готовиться к выдвижению на север, на помощь 21-й египетской дивизии, ведущей огромную танковую «битву за Китайскую ферму». Уже в самом начале пути два батальона египетских танков наткнулись на роту израильских. Потеряв 4 танка от огня Т-62 израильтяне отошли. Днём 17 октября 25-я бригада попала в организованную израильтянами ловушку из ПТРК и танков 14-й, 600-й и 217-й израильских бригад. Бригада была атакована с четырёх сторон и вдобавок наскочила на минное поле, понеся значительные потери. По данным египетского историка Гаммал Хаммада бригада в этом бою потеряла 65 из 75 танков Т-62, ещё по одним египетским данным потери составляли «треть бригады», неясно это была разница безвозвратных потерь или что. По израильским данным было уничтожено 86 танков Т-62 из 96 (при этом 14 октября израильтяне заявляли об уничтожении 20, если добавить к ним 86 то это значительно превысит количество вообще имевшихся в бригаде Т-62). Потери израильтян составили 3 танка «Центурион» 500-й бригады (2 на минах и 1 от ПТУР), 1 M60 87-го разведбата (от Т-62), восьмёрка МиГ-17, прикрывавшая отход 25-й бригады, добилась несколько попаданий в части 500-й бригады. После боя разгромленная 25-я бригада отошла к опорному пункту Ботзер (Кибрит Ист). Как отмечал начальник египетского генштаба аль-Шазли: «Наши экипажи сражались отчаянно, несмотря на все трудности. Но когда наступила ночь, лишь немногие выжившие вернулись к плацдарму Третьей армии». Трофейных египетских Т-62 израильтянам в этом бою эвакуировать не удалось. 19 октября израильские войска начали первую атаку на Ботзер, но были остановлены 10-ю оставшимися танками 25-й бригады. 22 октября батальон израильских танков Супершерман из состава бригады «Гранит» снова начал штурм опорного пункта, Т-62 25-й бригады вновь отбили атаку.
Согласно Ю. Костенко, с началом боевых действий из 188 танков Т-62 задействованных Египтом, 97 были выведены из строя. В целом западные источники отмечают применение египтянами Т-62 как положительное. До конца войны израильтянам так и не удалось выбить 15-ю и 25-ю бригады с захваченной территории.
Т-62 применялся также на сирийском фронте. 6 октября главный удар наносили 540 сирийских танков в том числе Т-62 47-й бригады. Им противостояло 180 израильских танков «Центурион». С ночи 6-го и до конца 7-го октября к израильтянам прибыло подкрепление в составе около 250 танков. Это заставило утром 7-го ввести в бой сирийскую 1-ю бронетанковую дивизию (230 танков), в составе которой была 91-й бригада, вооружённая Т-62. Утром 7 октября, когда 1-я бронетанковая дивизия Сирии наступала на мосты через реку Иордан, 91-я бригада была атакована с фланга ротой резервной 679-й бригады, вооружённой танками «Центурион». В бою было потеряно около 35 Т-62 и 3 «Центуриона». 8-го октября сирийцы ввели в бой 3-ю бронетанковую дивизию (230 танков), в составе которой были 20-я и 65-я бригады, вооружённые Т-62. Утром 9-го октября, благодаря прибывающим резервам израильтянам удалось остановить сирийское наступление, при этом 7-я и 188-я бригады израильтян были практически полностью уничтожены. 11-12 октября контрнаступление израильских танков вклинилось на несколько километров на сирийскую территорию. В ходе его отражении принимали участие Т-62 91-й бригады. В целом использование сирийцами Т-62 было неудачным, им не удалось полностью добить израильскую группировку на Голанских высотах до прибытия подкреплений, вдобавок северная группировка сирийских войск сама потеряла часть территории (если брать ситуацию на 24 октября).

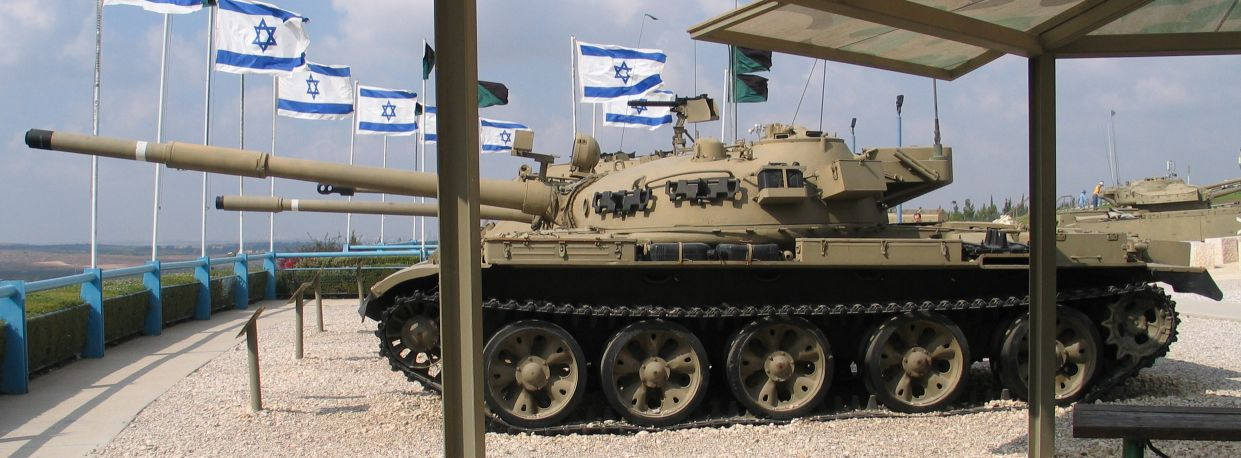
Танк Т-62 (после модернизации — Tiran 6) в Музее бронетанковых войск (Латрун)

Всего 240 сирийских Т-62 были выведены из строя или брошены на Голанском плато.
После окончания войны Израиль принял на вооружение несколько десятков Т-62, захваченных у Сирии. Согласно Олегу Грановскому, всего около 200 Т-62 остались на контролируемой израильтянами территории, но он не уточняет сколько именно по фронтам.
Ю. Костенко также указывает, что часть танков, потерянных египтянами, «попала к израильтянам в исправном состоянии», но конкретной информации были ли захвачены египетские Т-62 у него нет.
В ходе боевых действий выяснилось что основные 105-мм бронебойные снаряды M-392 на больших дистанциях имеют проблемы с пробитием брони Т-62. После окончания войны в срочном порядке были разработаны модернизированные снаряды M-392A2 с повышенной бронепробиваемостью. Во время испытаний трофейных сирийских Т-62 командир израильской 162-й бронетанковой дивизии генерал Авраам Адан отмечал превосходство 115-мм пушки над 105-мм пушкой израильских танков.
Несколько захваченных танков Израиль отправил как минимум США, ФРГ и Франции. Западногерманцам удалось создать на основе 115-мм БОПСа такой же снаряд к 105-мм пушке (DM-23). На основе немецкого израильтяне (M111) и американцы (M-735) скопировали такие же снаряды для своих танков.

#### Ирано-иракская война
Т-62 принял широкое участие в Ирано-иракской войне. К началу войны у Ирака имелось 700 танков Т-62 в составе 6-й, 12-й, 16-й, 17-й (частично), 25-й, 30-й, 35-й и 45-й (частично) бронетанковых бригад. В 1982 году Ирак заказал у СССР ещё 2150 Т-62, из которых до 1989 года было поставлено только 1000. Иран в 1981 году приобрёл 65 Т-62 у Ливии, 100 в 1982 у Сирии и 150 «Чон-Махо» у КНДР в 1982. Таким образом, Ирак в ходе войны задействовал 1700 Т-62, Иран 315 Т-62. На начало войны по общему количеству танков обе стороны были примерно равны, но современных танков у Ирана было почти в два раза больше. Ирак перед войной имел 1800 танков, включая 100 современных Т-72 (они не участвовали в начале войны) и 700 Т-62, Иран имел 2160 танков, включая 875 современных «Чифтенов» и 460 M60.

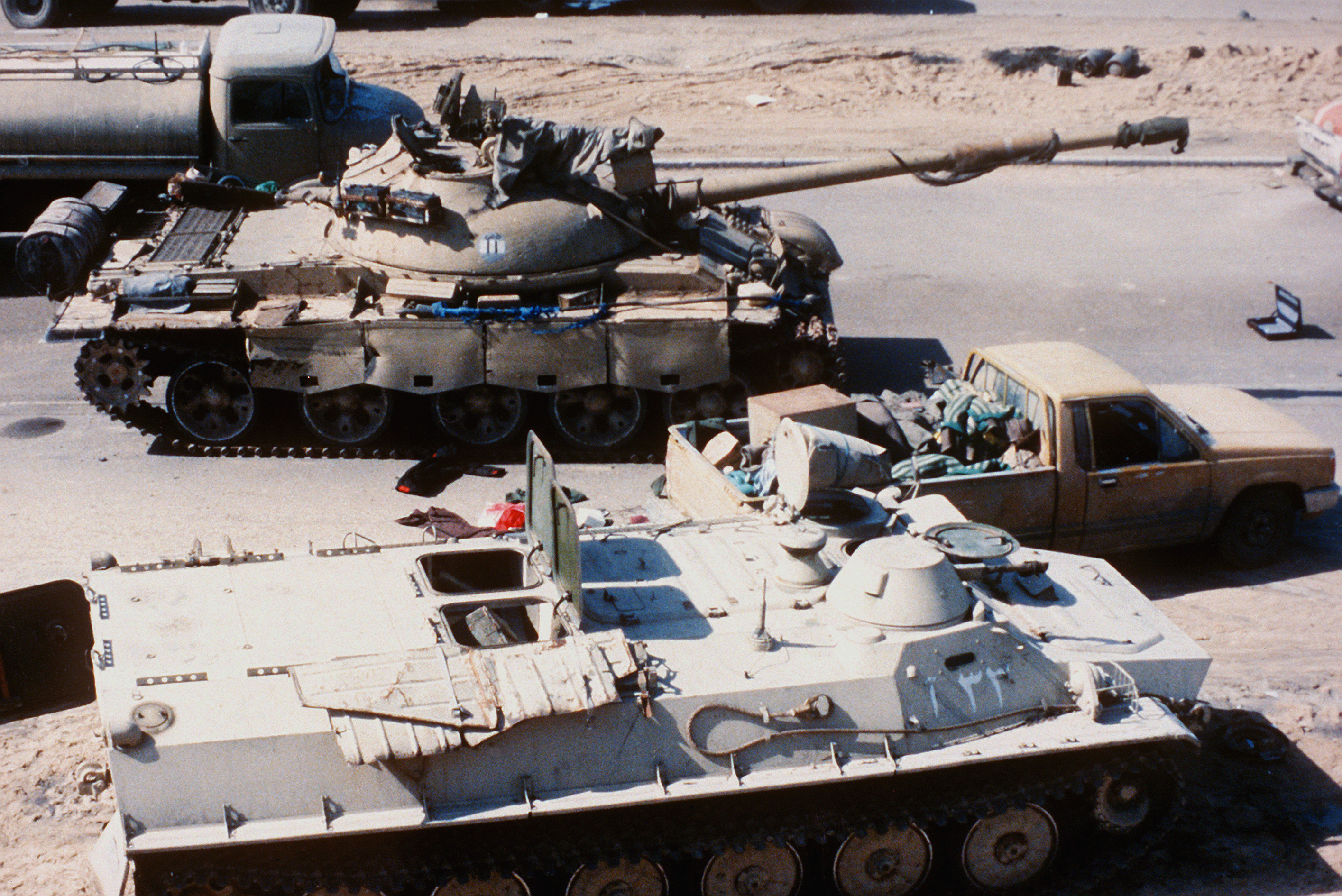
Брошенный иракский Т-62 в Кувейте. 1991 год

22 сентября 1980 года танки Т-62 6-й бронетанковой дивизии перешли границу возле Бустана. За неделю боёв дивизия дошла до северных окраин Ахваза. 11 октября 6-я дивизия перешла реку Карун у Даркховейна, поставив под угрозу снабжение иранской армии в этом районе. 3-я бронетанковая дивизия начала наступление в сторону Хорремшехра. Иранцы в этом районе имели 92-ю дивизию («Чифтены» и «Скорпионы») и 37-ю бригаду (M48). В результате осады, которая длилась 34 дня, к концу октября город пал. Обе стороны потеряли большое количество танков в этом бою, в частности были полностью разгромлены 37-я бронетанковая бригада, (которая потеряла 150 танков M48) и разведывательный полк «Скорпионов» 92-й дивизии. Весной 1982 года 6-я бронетанковая дивизия была практически уничтожена в ходе иранского контрнаступления.
В начале 1981 года Иран предпринял попытку мощного контрнаступления в долине Керхе вблизи города Сусенгерда, ставшего известным как «Битва за Дизфуль». Иран подготовил для атаки 300 танков «Чифтен» и M60 из состава 16-й бронетанковой дивизии. Иракское командование предугадало намерения противника и выдвинуло навстречу ему 300 танков Т-62 из 9-й бронетанковой дивизии. 6 января иранская бронетанковая бригада вышла к иракским позициям. С ходу атаковав иракцев, она оказалась в огневом мешке и была атакована с флангов. Потери иранцев составили более ста танков. Оставшиеся 2 иранские бригады попали в ловушку 7-8 января и также были разбиты и отступили. Иран потерял до 250 уничтоженных и захваченных танков «Чифтен» и M60 (по иранским заявлениям 88). Потери Ирака составили около 40 танков Т-62. После боя иракцы организовали выставку трофейной техники, журналисты смогли посчитать как иранские так и иракские потери. Так на поле боя было обнаружено 150 подбитых иранских танков, сколько ещё иранцам удалось эвакуировать неизвестно. В ходе сражения выяснилось что 115-мм оперённые бронебойно-подкалиберные снаряды свободно пробивают многослойную лобовую броню «Чифтенов». На выставке в Багдаде стоял танк «Чифтен» с насквозь пробитой башней — 115-мм снаряд пробил лобовую броню и вылетел через корму.
Лучший иранский вертолётчик Али Акбар Широуди погиб на вертолёте AH-1J «Си Кобра», когда в него попал снаряд главного орудия иракского Т-62.
В ходе войны Ирак потерял согласно русскоязычным источникам около 500 танков Т-62, по западным данным потери Т-62 составили лишь около 200 штук, потери иранских Т-62 неизвестны.

#### Иракская война

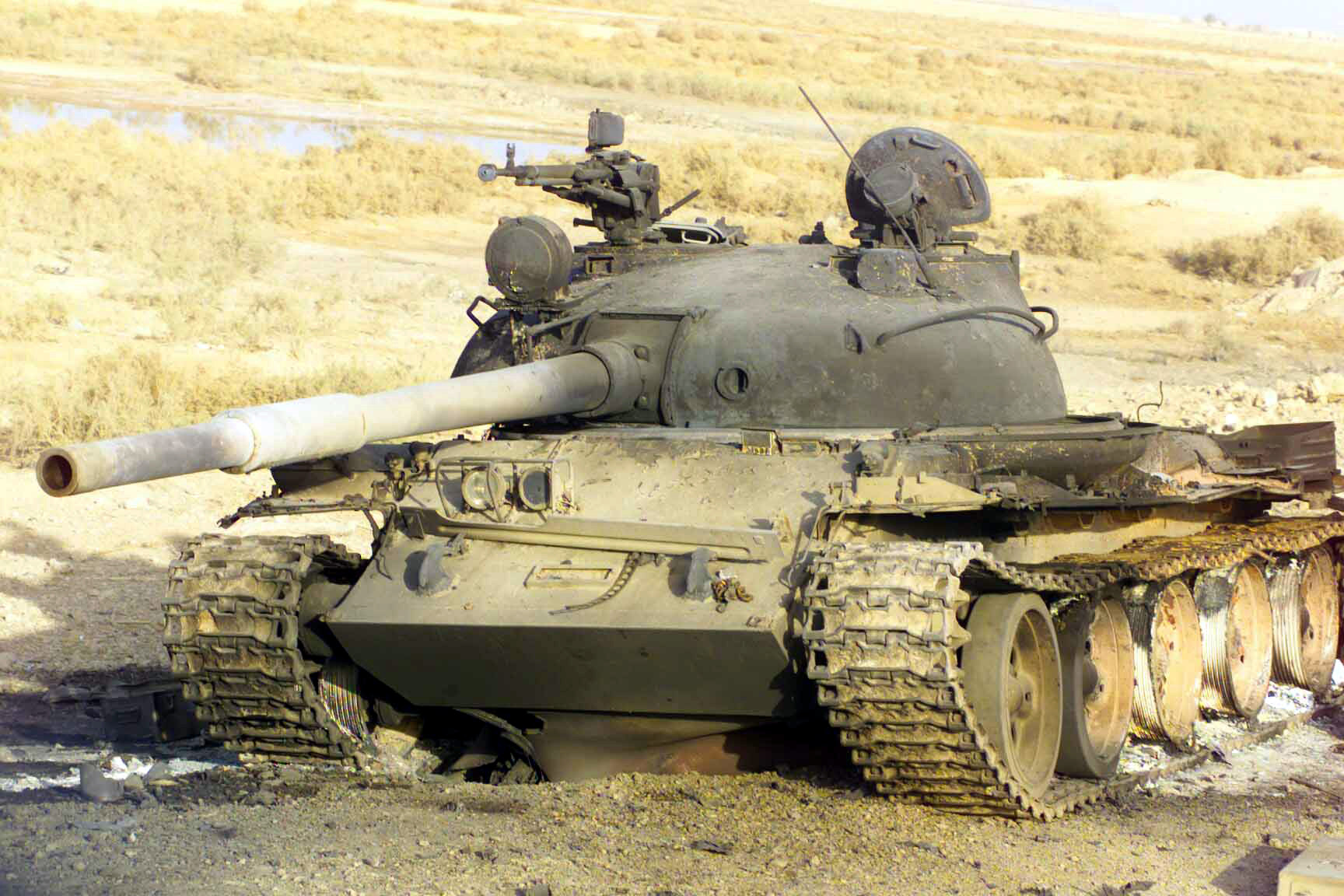
Иракский Т-62, подбитый в ходе войны 2003 года

В 2003 году отмечалось эпизодическое применение Т-62 иракцами при отражении вторжения международной коалиции. 22 марта американские танки M1 «Абрамс» за две минуты уничтожили четыре Т-62 в районе Насирии. 27 марта «Абрамсы» морской пехоты США уничтожили два Т-62 в районе Дивании. 4 апреля при прорыве американской бригады к Багдаду уничтожено два Т-62 (кроме того, в этой атаке американцы уничтожили 33 Т-72 и 19 Т-55, что говорит о малой доле Т-62 в иракских частях).

#### Ливанская война
В 1976 году танки Т-62 входили в состав сирийских миротворческих сил в Ливане. Сирия начала операцию 1 июня, при поддержке 85 танков Т-55 и Т-62. Батальон в составе 25 танков Т-62 наступал на Востоке по направлению Сидон — Бейрут. 7 июня Т-62 достигли Сидона, на улицах города танки попали в засаду палестинских боевиков. В ходе боя сирийцы потеряли 7 из 25 танков и отступили из города (по заявлениям Майкла Поллэка в этом бою было уничтожено 30 сирийских Т-62). 11 ноября сирийская армия при поддержке 60 танков Т-62 начала наступление на столицу Ливана Бейрут. 16 ноября Бейрут был взят под контроль сирийских войск.

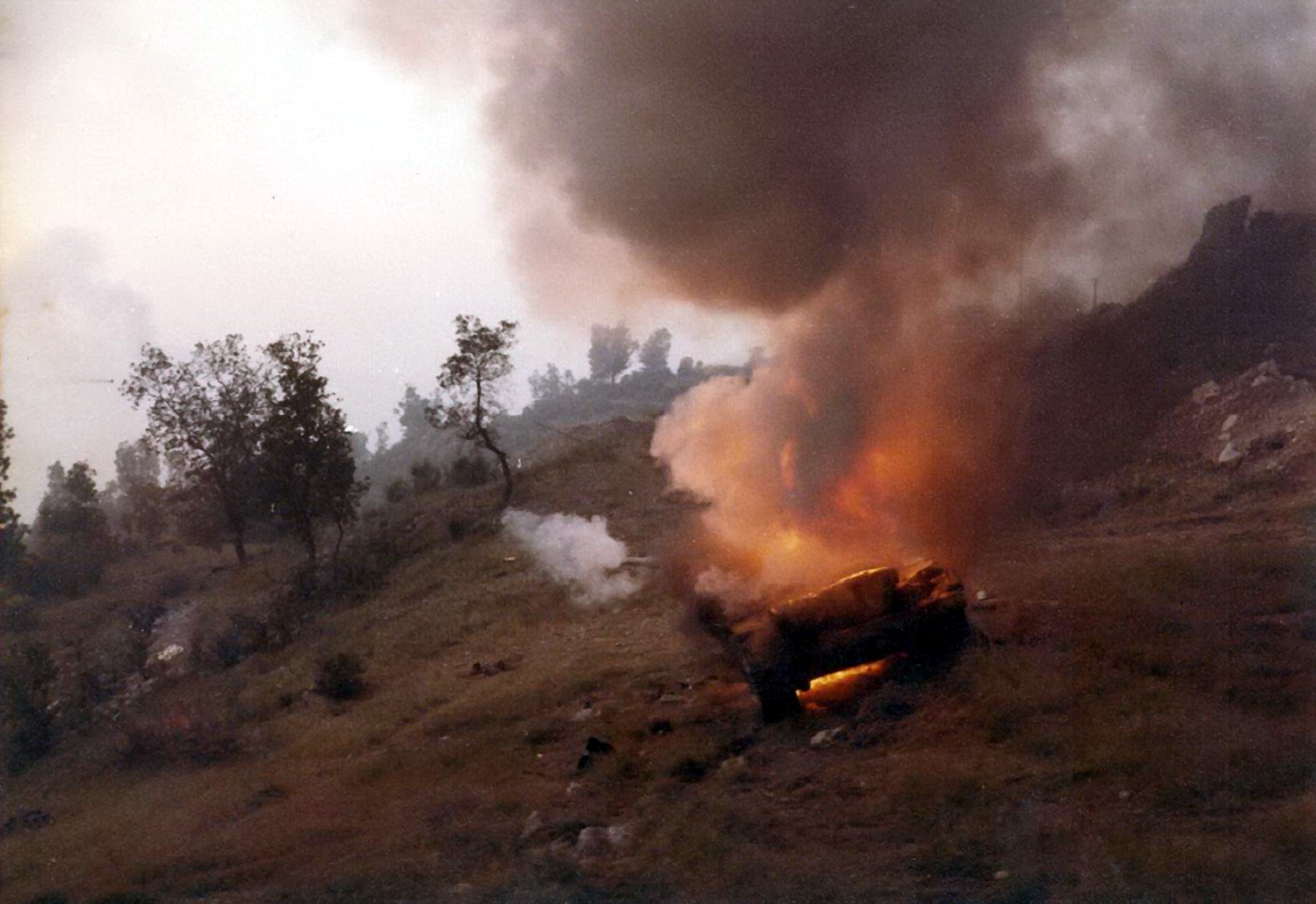
Горящий сирийский Т-62 в ходе сражения за Джеззину, 8 июня 1982 года

В 1982 году сирийские Т-62 участвовали в отражении наступления израильской армии во время Ливанской войны. На территории Ливана сирийцы имели Т-62 в составе 3-х бригад: 76-я, 91-я и 51-я. Первые столкновения израильтян и сирийцев произошли 8 июня в ходе боя за Джеззин. На городской окраине израильские «Центурионы» попали под сосредоточенный огонь Т-62 и ПТУР. Бой продолжался до наступления темноты, израильтянам ценой немалых потерь все же удалось выбить сирийцев из города, при этом потеряв до 10 «Центурионов», сирийцы потеряли от 3 Т-62 до 24 танков[каких?] — уничтоженными и подбитыми.
В ночь с 8 на 9 июня части 162-й дивизии «Ха-Плада» и оперативной группы «Варди» Армии обороны Израиля, обходя Джезин, окружили 76-ю и 91-ю бронетанковые бригады по одним данным из состава 1-й дивизии (в других источниках называется 10-й) к югу от озера Карун. Сирийцы оказывали отчаянное сопротивление. У танков кончалось топливо и боеприпасы. Спасти ситуацию смогли дамасские части 1-й сирийской бронетанковой дивизии, на вооружении которой, по одной версии, находились в том числе танки Т-72 (по другой версии, Т-72 в 1-й бронетанковой дивизии не было). Она нанесла удар по правому флангу израильтян севернее Рашая, прорвав кольцо окружения сирийских бригад. Израильтяне потеряли «множество танков M60» (по данным Павла Булата), сирийские 76-я и 91-я бригады вырвались из окружения, с потерей более 200 танков Т-62, 90 из которых брошены целыми. После этого обе сирийские бригады вернулись в Сирию и были перевооружены Т-55, а части 1-й бронетанковой дивизии продолжили движение к Захле. 162-я дивизия израильтян продолжила наступление от озера Карун и достигла поселения Эйн-Зхальта. Там она вступила во встречный танковый бой с сирийскими Т-62. Первыми выстрелами были уничтожены два израильских «Центуриона», в дальнейшем колонна понесла ещё более значительные потери. Потеряв в этом бою не менее трёх танков, сирийцы заставили израильтян отступить к селению Барук. В центре 162-я бронетанковая дивизия натолкнулась на упорное сопротивление 51-й отдельной бронетанковой бригады, оснащённой танками Т-62, занявшей хорошо подготовленную оборону к западу от Долины Бекаа. На западе израильские подразделения начали окружение Бейрута и предприняли попытку отрезать город от шоссе Бейрут — Дамаск. Бои продолжались до 11 июня, когда было подписано перемирие.
Незадолго до перемирия у Джуб-Джунина израильские «Меркавы» атаковали Т-62 58-й бригады. Потеряв два танка, израильтяне подбили дюжину сирийских. Всего в ходе этого боя, который продолжался до полудня и сопровождался вертолётными ударами с обеих сторон, по сирийским заявлениям, было уничтожено от 21 до 30 единиц израильской бронетехники. В свою очередь, по заявлениям израильских вертолётчиков, в этом бою было поражено 15 Т-62, при этом один вертолёт MD 500 был сбит огнём пушки Т-62 (б/н 0615, 160-я аэ, пилот Харель Халамиш).
22 июня израильтяне захватили 10 невредимых Т-62, их экипажи сдались в плен при виде двух израильских «Центурионов».
Израильские танки Tiran 6 прямого участия в войне не принимали (были на границе), при этом в ходе войны в результате возгорания на складе боеприпасов по неизвестной причине, сгорели и сдетонировали практически все трофейные 115-мм снаряды что имелись у израильтян.
Итоги
Ливанская война была последним арабо-израильским конфликтом, в котором массово были применены танки. Потери были значительны с обеих сторон. Израиль по результатам войны потерял подбитыми и захваченными 135 танков, в основном «Паттонов». Потери сирийских танковых подразделений, по разным израильским данным, составили 226 или 334 танка, в основном Т-62. 60 подбитых танков сирийцы вернули в строй.

#### Гражданская война в Сирии
С начала гражданской войны в Сирии и до 2020 года визуально подтверждена потеря сирийской армией 366 танков Т-62.

#### Египетско-ливийская война
В ходе египетско-ливийской войны в июле 1977 года танки Т-62 применялись обеими сторонами. Наиболее крупное танковое сражение произошло за египетскую деревню Салум на границе. Деревня была атакована 9-м ливийским танковым батальоном. Египетские Т-62 из состава пограничных войск отбили деревню, разгромив ливийский батальон.

#### Эфиопия
В конце 1977 года на помощь Эфиопии в войне за Огаден из СССР была доставлена танковая бригада Т-62 в составе 120 машин. Танки предназначались для кубинского экспедиционного корпуса и уже 28 декабря первый в истории кубинский батальон на Т-62 был готов к боевому применению. 2 февраля 1978 года кубинская танковая бригада начала наступление на сомалийские позиции из района Урсо — Диредава в направлении Арева. В первых наступательных боях танки Т-62 обеспечили прорыв под Харар, уничтожив как минимум 15 танков. За первые двое суток сомалийская группировка была практически полностью разбита, потеряв на этом направлении 42 танка и 15 на других. Т-62 открывали огонь с расстояния более 1500 метров, оставаясь недосягаемыми для танков и артиллерии противника.
Продолжая наступление в направлении Джиджига, эфиопские и кубинские войска столкнулись с ожесточённым сопротивлением на двух ведущих к городу проходах в горах — Марда и Шебеле. 1 и 3 марта сомалийцы осуществили крупные контратаки силами пехоты, танков и артиллерии, но в обоих случаях они были отбиты. Большую роль в этом сыграла и кубинская танковая бригада. Рано утром 4 марта началось фронтальное наступление в направлении Марда — Джиджига главных сил, поддержанное кубинскими Т-62 и несколькими эфиопскими танковыми батальонами Т-55. У перевала Марда Т-62 с большого расстояния сожгли все танки роты сомалийцев. Из-за опасения минных полей и усиленной обороны дальнейшее наступление приостановилось. Во второй попытке наступления перевал Марда удалось взять и к исходу 4 марта была взята и Джиджига. Наступление на Джиджигу обошлось кубинцам в шесть танков Т-62 и ещё восемь были повреждены. Большинство танков было подбито из РПГ-7 и СПГ-9. Боевые действия продолжались до 13 марта, когда сомалийские войска были полностью выбиты из захваченной территории.

Танки Т-62 — самое могущественное оружие в этой войне. Я бы сказал, что это вообще самое полезное вооружение сухопутных войск. Их роль здесь и сейчас даже больше, чем кавалерии у наших предков. Без этих танков мы бы застряли здесь на несколько лет, как в Анголе.
— Кубинский офицер, воевавший в составе танковой бригады

#### Чадско-ливийская война
В ходе чадско-ливийского конфликта (с 1978) танки Т-62 применялись Ливией. Первое известное использование танков Т-62 произошло в конце 1986 года — в конце декабря колонна ливийских Т-62 попала в засаду повстанцев, но о потерях Т-62 неизвестно.
По заявлениям исследователя Михаила Барятинского в ходе войны было «подбито» 12 ливийских Т-62.
По чадским данным — ни одного ливийского Т-62 не было уничтожено в ходе войны, а 12 танков были захвачены; эти танки были захвачены неповреждёнными в подземных хранилищах в Вади Дум.

## Сравнение с аналогами
| Сравнение основных характеристик танков первой половины 1960-х годов |                                                                | |                                                                               |                                                                                  |                                                          |                                                                |
|                                                                      | Т-62                                                           | Т-55А / Тип 59-I | M60A1                                                                         | «Центурион» Mk.12                                                                | Pz 61                                                    | Т-10М                                                          |
| Общие данные                                                         |                                                                | |                                                                               |                                                                                  |                                                          |                                                                |
| Экипаж                                                               | 4                                                              | 4 | 4                                                                             | 4                                                                                | 4                                                        | 4                                                              |
| Боевая масса, т                                                      | 37,0                                                           | 36,5 / 36,0 | 47,6                                                                          | 51,0                                                                             | 38,0                                                     | 50,0                                                           |
| Ширина, м                                                            | 3,30                                                           | 3,27 | 3,63                                                                          | 3,36                                                                             | 3,06                                                     | 3,51                                                           |
| Высота, м                                                            | 2,40                                                           | 2,40; 2,59 | 3,26                                                                          | 2,94                                                                             | 2,72                                                     | 2,59                                                           |
| Приборы ночного видения                                              | ПНВ механика-водителя и командира, ночной прицел               | ПНВ механика-водителя и командира, ночной прицел                                                                      | ПНВ механика-водителя и командира, ночной прицел                              | ПНВ механика-водителя и командира, ночной прицел                                 | —                                                        | ПНВ механика-водителя и командира, ночной прицел               |
| Система защиты от ОМП                                                | коллективная, с противорадиационным подбоем                    | коллективная, с противорадиационным подбоем / —                                                                       | коллективная                                                                  | —                                                                                | —                                                        | —                                                              |
| Вооружение                                                           |                                                                | |                                                                               |                                                                                  |                                                          |                                                                |
| Марка пушки                                                          | 115-мм 2А20                                                    | 100-мм Д-10Т | 105-мм M68                                                                    | 105-мм L7A1                                                                      | 105-мм Pz.Kan.61                                         | 122-мм М-62-Т2                                                 |
| СУО                                                                  | телескопический ТШ2Б-41 (3,5/7×), двухплоскостной стабилизатор | телескопический прицел (3,5/7×), стадиаметрическая шкала, двухплоскостной стабилизатор / одноплоскостной стабилизатор | перископический прицел (8×), оптический дальномер, баллистический вычислитель | перископический прицел (8×), пристрелочный пулемёт, двухплоскостной стабилизатор | перископический прицел, оптический дальномер             | телескопический прицел Т2С-29-14, двухплоскостной стабилизатор |
| Боекомплект пушки                                                    | 40                                                             | 43 / 44 | 63                                                                            | 70                                                                               | 52                                                       | 30                                                             |
| Пулемёты                                                             | 1 × 7,62-мм ПКТ                                                | 2 × 7,62-мм СГМТ / 1 × 12,7-мм Тип 54 2 × 7,62-мм Тип 59                                                              | 1 × 12,7-мм M2 HB, 1 × 7,62-мм M73                                            | 1 × 12,7-мм L21, 1 × 7,62-мм M1919A4                                             | 1 × 20-мм «Эрликон» 5TGK, 1 × 7,5-мм MG 51               | 2 × 14,5-мм КПВТ                                               |
| Бронирование, мм                                                     |                                                                | |                                                                               |                                                                                  |                                                          |                                                                |
| Верхняя лобовая деталь                                               | 100 / 60° (200)                                                | 100 / 60° (200) | 109 / 65° (258)                                                               | 121 / 57° (222)                                                                  | 60 /                                                     | 120 / (55°+40°) (270)                                          |
| Нижняя лобовая деталь                                                | 100 / 55° (174)                                                | 100 / 55° (174) | 85—143 / 55° (148—249)                                                        | 76 / 46° (109)                                                                   | н/д                                                      | 120 / 50° (179)                                                |
| Лоб башни                                                            | (220)                                                          | (200—216) | (254)                                                                         | 200 / 0°                                                                         | 120                                                      | (250)                                                          |
| Борт корпуса                                                         | 80 / 0°                                                        | 80 / 0° | (51—74)                                                                       | 51 / 12° + 10 (52+10)                                                            | н/д                                                      | 80 / 0°-62°                                                    |
| Борт башни                                                           | 165                                                            | (160—172) | (140)                                                                         | 112 / 0…10° (112…114)                                                            | н/д                                                      | (200—208)                                                      |
| Подвижность                                                          |                                                                | |                                                                               |                                                                                  |                                                          |                                                                |
| Тип двигателя                                                        | V-образный, дизельный, жидкостного охлаждения, 580 л. с.       | V-образный, дизельный, жидкостного охлаждения, 580 л. с. / 520 л. с.                                                  | V-образный, дизельный, воздушного охлаждения, 750 л. с.                       | V-образный, карбюраторный, жидкостного охлаждения, 650 л. с.                     | V-образный, дизельный, жидкостного охлаждения, 630 л. с. | V-образный, дизельный, жидкостного охлаждения 750 л. с.        |
| Удельная мощность, л. с./т                                           | 15,7                                                           | 15,9 / 14,4 | 15,8                                                                          | 12,5                                                                             | 16,6                                                     | 15,0                                                           |
| Тип подвески                                                         | индивидуальная торсионная                                      | индивидуальная торсионная                                                                                             | индивидуальная торсионная                                                     | сблокированная попарно пружинная                                                 | индивидуальная на тарельчатых пружинах                   | индивидуальная торсионная                                      |
| Максимальная скорость по шоссе, км/ч                                 | 50                                                             | 50 | 48                                                                            | 34                                                                               | 55                                                       | 50                                                             |
| Запас хода по шоссе, км                                              | 450                                                            | 500—715 / 440—600 | 480                                                                           | 190                                                                              | 300                                                      | 350                                                            |
| Удельное давление на грунт, кг/см²                                   | 0,75                                                           | 0,81 | 0,78                                                                          | н/д                                                                              | 0,85                                                     | 0,77                                                           |

### Аналоги
Основным аналогом Т-62 за рубежом являлся американский M60A1. Оба танка были наиболее распространёнными у СССР и США. По показателям защищённости преимуществ не было ни у одного танка.
По показателям огневой мощи значительными преимуществами обладал Т-62, в первую очередь за счёт ОБПС. Недостатком Т-62 являлась низкая скорострельность. Причиной этому служил механизм выброса стреляных гильз, который улучшал условия работы экипажа, но несколько удлинял время заряжания.
Т-62 обладал двухплоскостным стабилизатором, обеспечивающим эффективную стрельбу с ходу, на М60А1 установка стабилизаторов началась с 1971 года.
Общим недостатком являлась механическая связь между прицелом наводчика с орудием на М60А1 и Т-62, которая затрудняла стрельбу с ходу, из-за потери обзора цели наводчиком при заряжании пушки.
Сравнительная вероятность уничтожения на наиболее вероятных дистанциях применения в Европе до 1 километра, в случае попадания, танком Т-62 танка М60А1 при применении ОБПС составляет 71 %, при применении БКС — 75 %. Для танка М60А1 вероятность составляет 54 % и 75 % соответственно. ОБПС и БКС орудий имело полное превосходство над бронированием — попадание с высокой вероятностью значит уничтожение танка. Точность 105-мм пушки ниже на 15 %, чем у 115-мм на дистанции до 1500 метров.
Некоторые преимущества М60А1 могут дать несколько большие углы снижения пушки, составляющие −9 против −6 градусов у Т-62. При этом, учитывая меньший силуэт танка Т-62 видимая проекция башни при стрельбе с обратных скатов соизмерима. Низкий силуэт Т-62, при отсутствии лазерных дальномеров, обеспечивал ему значительные преимущества в выживаемости на поле боя.

## Сохранившиеся экземпляры
| Тип   | Местонахождение                                                                        | Изображение                  |
| ----- | -------------------------------------------------------------------------------------- | ---------------------------- |
| Т-62  | Музейный комплекс УГМК, Верхняя Пышма, Свердловская область, Россия                    |                              |
| Т-62  | Музей Афганской войны, Песочин, Харьковская область, Украина                           |                              |
| Т-62  | Парк Победы, Казань, Республика Татарстан, Россия                                      |                              |
| Т-62  | Парк Победы, Казань, Республика Татарстан, Россия                                      |                              |
| Т-62  | Музей отечественной военной истории Падиково, Московская область, Россия               |                              |
| Т-62  | Кудряшовская МБОУ СОШ № 25, дачный посёлок Кудряшовский, Новосибирская область, Россия | T-62 medium main battle tank |
| Т-62М | Военно-исторический комплекс имени Н. Д. Гулаева, Аксай (Ростовская область)           |                              |
| Т-62  | Памятник Петах Тиква, Израиль                                                          |                              |
| Т-62  | Парк памяти, Краснозёрское, Новосибирская область                                      |                              |
| Т-62  | Курган славы, Гродно, Беларусь                                                         |                              |